# Sportjahr 1978
Liste der Sportjahre

◄◄ | ◄ | 1974 | 1975 | 1976 | 1977 | Sportjahr 1978 | 1979 | 1980 | 1981 | 1982 | ► | ►►

Weitere Ereignisse

## Badminton
Höhepunkte des Badmintonjahres 1978 waren der Uber Cup 1978 sowie die All England, die Irish Open, die Scottish Open, die German Open, die Dutch Open, die Denmark Open, French Open, die Asienspiele, die Commonwealth Games und die Europameisterschaft. Der kleinere Weltverband World Badminton Federation (WBF) richtete eine Weltmeisterschaft aus.

### Internationale Veranstaltungen
| Veranstaltung | Herreneinzel   | Dameneinzel   | Herrendoppel                    | Damendoppel                    | Mixed                            |
| ------------- | -------------- | ------------- | ------------------------------- | ------------------------------ | -------------------------------- |
| All England   | Liem Swie King | Gillian Gilks | Tjun Tjun Johan Wahjudi         | Atsuko Tokuda Mikiko Takada    | Mike Tredgett Nora Perry         |
| Denmark Open  | Liem Swie King | Lene Køppen   | Steen Skovgaard Flemming Delfs  | Verawaty Wiharjo Imelda Wiguna | Steen Skovgaard Lene Køppen      |
| French Open   | Gregor Berden  | Alison Bryson | Andy Goode Richard Purser       | Elizabeth Adam M. Jack         | Richard Purser Patricia Assinder |
| German Open   | Ray Stevens    | Jane Webster  | Ola Eriksson Christian Lundberg | Nora Perry Anne Statt          | Rob Ridder Marjan Ridder         |
| Swedish Open  | Svend Pri      | Lene Køppen   | Flemming Delfs Steen Skovgaard  | Nora Perry Anne Statt          | Mike Tredgett Nora Perry         |

## Fechten
- 12. Juli bis 22. Juli: Bei den Fechtweltmeisterschaften in der Alsterdorfer Sporthalle in Hamburg wurden acht Wettbewerbe ausgetragen, sechs für Herren und zwei für Damen. Erfolgreichste Nation war die Sowjetunion mit 3 Goldmedaillen, 4 Silber- und 1 Bronzemedaille vor Ungarn (2/0/0) und Frankreich (1/2/0).

## Fußball
- 29. April – Der 1. FC Köln wird Deutscher Meister der Bundesliga-Saison 1977/78.
- 3. Juni – Dynamo Dresden wird DDR-Meister der Oberliga-Saison 1977/78.
- 1. Juni bis 25. Juni – Bei der Fußball-Weltmeisterschaft in Argentinien wird Argentinien Weltmeister, die Niederlande Zweiter und Brasilien Dritter.

## Handball
- 26. Januar bis 5. Februar – Bei der Handball-Weltmeisterschaft wird die BRD Weltmeister, die Sowjetunion Zweiter und die DDR Dritter.

## Leichtathletik
- 12. Februar – Marita Koch, DDR, lief die 400 Meter der Damen in 49,19 Sekunden.
- 23. April – Raúl González, Mexiko, ging im 50.000-Meter-Gehen der Herren in 3:45:52 Stunden.
- 13. Mai – Henry Rono, Kenia, lief die 3000 Meter Hindernis der Herren in 8:05,4 Minuten.
- 28. Mai – Marita Koch, DDR, lief die 200 Meter der Damen in 22,06 Sekunden.
- 10. Juni – Grażyna Rabsztyn, Polen, lief die 100 Meter Hürden der Damen in 12,48 Sekunden.
- 11. Juni – Henry Rono, Kenia, lief die 10.000 Meter der Herren in 27:22,4 Minuten.
- 11. Juni – Raúl González, Mexiko, ging im 50.000-Meter-Gehen der Herren in 3:41:20 Stunden.
- 13. Juni – Henry Rono, Kenia, lief die 3000 Meter Hindernis der Herren in 8:05,4 Minuten.
- 16. Juni – Wladimir Jaschtschenko, Sowjetunion, sprang im Hochsprung der Herren 2,34 Meter.
- 22. Juni – Grete Waitz, Norwegen, lief den Marathon der Damen in 2:32:29 Stunden.
- 25. Juni – Margarita Simu, Schweden ging im 10.000-Meter-Gehen der Damen in 48:53 Minuten.
- 27. Juni – Henry Rono, Kenia, lief die 3000 Meter der Herren in 7:32,1 Minuten.
- 28. Juni – Marita Koch, DDR, lief die 200 Meter der Damen in 22,06 Sekunden.
- 2. Juli – Marita Koch, DDR, lief die 400 Meter der Damen in 49,19 Sekunden.
- 16. Juli – Wladimir Jaschtschenko, Sowjetunion, erreichte im Hochsprung der Herren 2,34 Meter.
- 4. August – Sara Simeoni, Italien, sprang im Hochsprung der Damen 2,01 Meter.
- 6. August – Karl-Hans Riehm, Deutschland, warf im Hammerwurf der Herren 80,32 Meter.
- 6. August – Udo Beyer, DDR, erreichte im Kugelstoßen der Herren 22,15 Meter.
- 9. August – Wolfgang Schmidt, DDR, warf den Diskus der Herren 71,16 Meter.
- 12. August – Evelin Jahl, DDR, warf im Diskuswurf der Damen 70,72 Meter.
- 18. August – Ulrike Bruns, DDR, lief die 1000 Meter der Damen in 2:31,9 Minuten.
- 18. August – Vilma Bardauskienė, Sowjetunion, sprang im Weitsprung der Damen 7,07 Meter.
- 19. August – Tatjana Selenzowa, Sowjetunion, lief die 400 Meter Hürden der Damen in 55,31 Sekunden.
- 19. August – Anatolij Solomin, Sowjetunion, ging im 20.000-Meter-Gehen der Herren in 1:23:30 Stunden.
- 28. August – Vilma Bardauskienė, Sowjetunion, erreichte im Weitsprung der Damen 7,09 Meter.
- 31. August – Marita Koch, DDR, lief die 400 Meter der Damen in 48,94 Sekunden.
- 2. September – Tatjana Selenzowa, Sowjetunion, lief die 400 Meter Hürden der Damen in 54,89 Sekunden.
- 3. September – Roland Wieser, DDR, ging im 20.000-Meter-Gehen der Herren in 1:23:12 Stunden.
- 7. September – Henry Rono, Kenia, lief die 5000 Meter der Herren in 13:08,4 Minuten.
- 8. September – Wolfgang Schmidt, DDR, erreichte im Diskuswurf der Herren 71,16 Meter.
- 16. September – Thorill Gylder, Norwegen ging im 10.000-Meter-Gehen der Damen in 48:40 Minuten.
- 18. September – Marita Koch, DDR, lief die 400 Meter der Damen in 49,03 Sekunden.
- 22. September – Thorill Gylder, Norwegen, ging im 20.000-Meter-Gehen der Damen in 1:43,2 Stunden.
- 30. September – Marita Koch, DDR, lief die 400 Meter der Damen in 48,94 Sekunden.
- 17. Oktober – Krystyna Kacperczyk, Polen, lief die 400 Meter Hürden der Damen in 55,44 Sekunden.
- 22. Oktober – Grete Waitz, Norwegen, lief den Marathon der Damen in 2:32:30 Stunden.

## Motorradsport

### Formel 750
- Den Titel in der von der FIM als Weltmeisterschaft ausgetragenen Formel 750 sichert sich der 32-jährige Venezolaner Johnny Cecotto auf Yamaha vor dem US-Amerikaner Kenny Roberts sr. und dem Franzosen Christian Sarron (beide ebenfalls Yamaha).

### Formula TT
- Die Formula TT wird 1978 zum zweiten Mal ausgetragen. Der Isle-of-Man-TT-Sieger in der jeweiligen Klasse ist gleichzeitig auch Weltmeister.

#### TT-F1-Klasse
- In der TT-F1-Klasse kommt es zur triumphalen Rückkehr des mittlerweile 38-jährigen Briten Mike Hailwood auf die Isle of Man. Der Ducati-Pilot setzt sich gegen seine Landsmänner John Williams (Honda) und Ian Richards (Kawasaki) durch.

#### TT-F2-Klasse
- In der TT-F2-Klasse verteidigt der Brite Alan Jackson sr. auf Honda seinen Titel. Seine Landsmänner Dave Mason und Neil Tuxworth, beide ebenfalls auf Honda, belegen die Ränge zwei und drei.

#### TT-F3-Klasse
- Auch in der TT-F3-Klasse gibt es einen britischen Dreifachsieg. Es gewinnt Bill Smith auf Honda vor Derek Mortimer (Yamaha) und John Stephens (ebenfalls Honda).

## Rugby
- Frankreich tritt dem International Rugby Football Board (IRFB, heute World Rugby) bei.

## Tischtennis
- Tischtennis-Europameisterschaft 1978 10. bis 19. März in Duisburg
- Europaliga
  - 19. Januar: Datteln: D. – Griechenland 6:1 (Damen + Herren)
  - 9. Februar: Sofia: D. – Bulgarien 7:0 (Damen + Herren)
  - 6. April: St. Tönis: D. – Polen 5:2 (Damen + Herren)
  - 29. September: Budapest: D. – Ungarn 2:5 (Damen + Herren)
  - 12. Oktober: Augsburg: D. – Schweden 3:3 (Damen + Herren)
  - 8. November: Preston: D. – England 3:4
  - 7. Dezember: Trier: D. – Jugoslawien 4:3

## Geboren

### Januar
- 02. Januar: Aimo Diana, italienischer Fußballspieler
- 02. Januar: Dawit Mudschiri, georgischer Fußballspieler
- 03. Januar: Stefan Adamsson, schwedischer Radrennfahrer
- 03. Januar: José Ángel César, kubanischer Sprinter
- 03. Januar: Mike York, US-amerikanischer Eishockeyspieler
- 04. Januar: Marius Ebbers, deutscher Fußballspieler
- 04. Januar: Alexander Weber, deutsch-argentinischer Fechter
- 04. Januar: Karine Ruby, französische Snowboarderin († 2009)
- 05. Januar: Franck Montagny, französischer Automobilrennfahrer
- 05. Januar: Björn Rehnquist, schwedischer Tennisspieler
- 06. Januar: Rubén Ramírez Hidalgo, spanischer Tennisspieler
- 08. Januar: Leonardo Bertagnolli, italienischer Radrennfahrer
- 09. Januar: Gennaro Gattuso, italienischer Fußballspieler

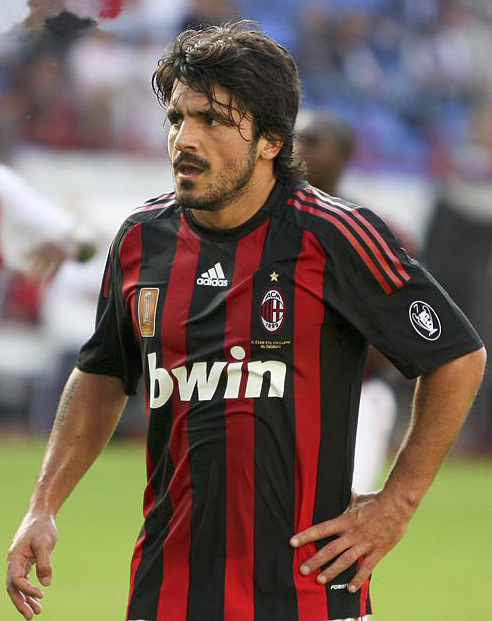
Gennaro Gattuso

- 09. Januar: Simone Niggli-Luder, Schweizer Orientierungsläuferin
- 10. Januar: Facundo Quiroga, argentinischer Fußballspieler
- 10. Januar: Tanel Tein, estnischer Basketballspieler
- 11. Januar: Muhammet Akagündüz, österreichischer Fußballspieler
- 12. Januar: Stephen Anthony Abas, US-amerikanischer Ringer
- 12. Januar: Thorsten Nehrbauer, deutscher Fußballspieler und -trainer
- 13. Januar: Tinga, brasilianischer Fußballspieler
- 14. Januar: Aziz Ahanfouf, deutsch-marokkanischer Fußballspieler
- 14. Januar: Wladimir Borissowitsch Antipow, russischer Eishockeyspieler
- 14. Januar: Shawn Crawford, US-amerikanischer Leichtathlet
- 14. Januar: Maria Kalmykowa, russische Basketballspielerin
- 15. Januar: Jerry Ahrlin, schwedischer Skilangläufer
- 15. Januar: Pablo Amo Aguado, spanischer Fußballspieler
- 15. Januar: Vanessa Baudzus, deutsche Fußballspielerin
- 15. Januar: Tomáš Cibulec, tschechischer Tennisspieler
- 15. Januar: Kristian Gjessing, dänischer Handballspieler
- 15. Januar: Ronald Maier, deutscher Handballfunktionär († 2023)
- 15. Januar: Franco Pellizotti, italienischer Radrennfahrer
- 18. Januar: Sebastian Siedler, deutscher Radrennfahrer
- 18. Januar: Stev Theloke, deutscher Schwimmer
- 18. Januar: Thor Hushovd, norwegischer Radrennfahrer
- 19. Januar: Philippe Palmiste, französischer Radrennfahrer
- 19. Januar: Bernard Williams, US-amerikanischer Leichtathlet
- 20. Januar: Salvatore Aronica, italienischer Fußballspieler
- 20. Januar: Sonja Kesselschläger, deutsche Siebenkämpferin
- 21. Januar: Faris Al-Sultan, deutscher Triathlet
- 23. Januar: Markus Dworrak, deutscher Fußballspieler
- 25. Januar: Josip Oriol Abella Solano, andorranischer Fußballspieler
- 25. Januar: Denis Nikolajewitsch Menschow, russischer Radrennfahrer
- 26. Januar: Adam Svoboda, tschechischer Eishockeyspieler († 2019)
- 27. Januar: Jana Adámková, tschechische Fußballspielerin
- 27. Januar: Robert Förster, deutscher Radrennfahrer
- 28. Januar: Jamie Carragher, englischer Fußballspieler
- 28. Januar: Gianluigi Buffon, italienischer Fußballspieler

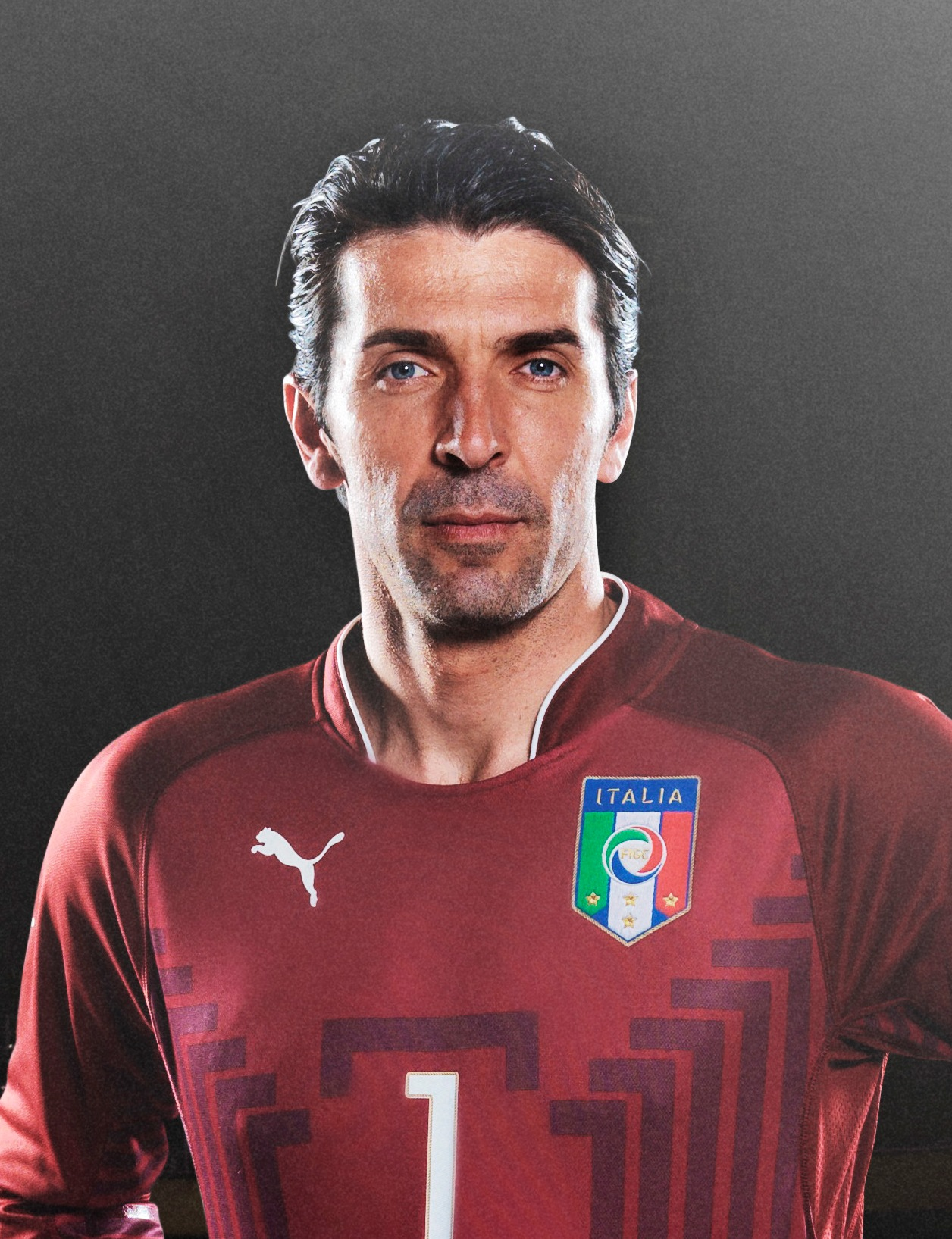
Gianluigi Buffon

- 28. Januar: Papa Bouba Diop, senegalesischer Fußballspieler († 2020)
- 29. Januar: Martin Schmitt, deutscher Skispringer

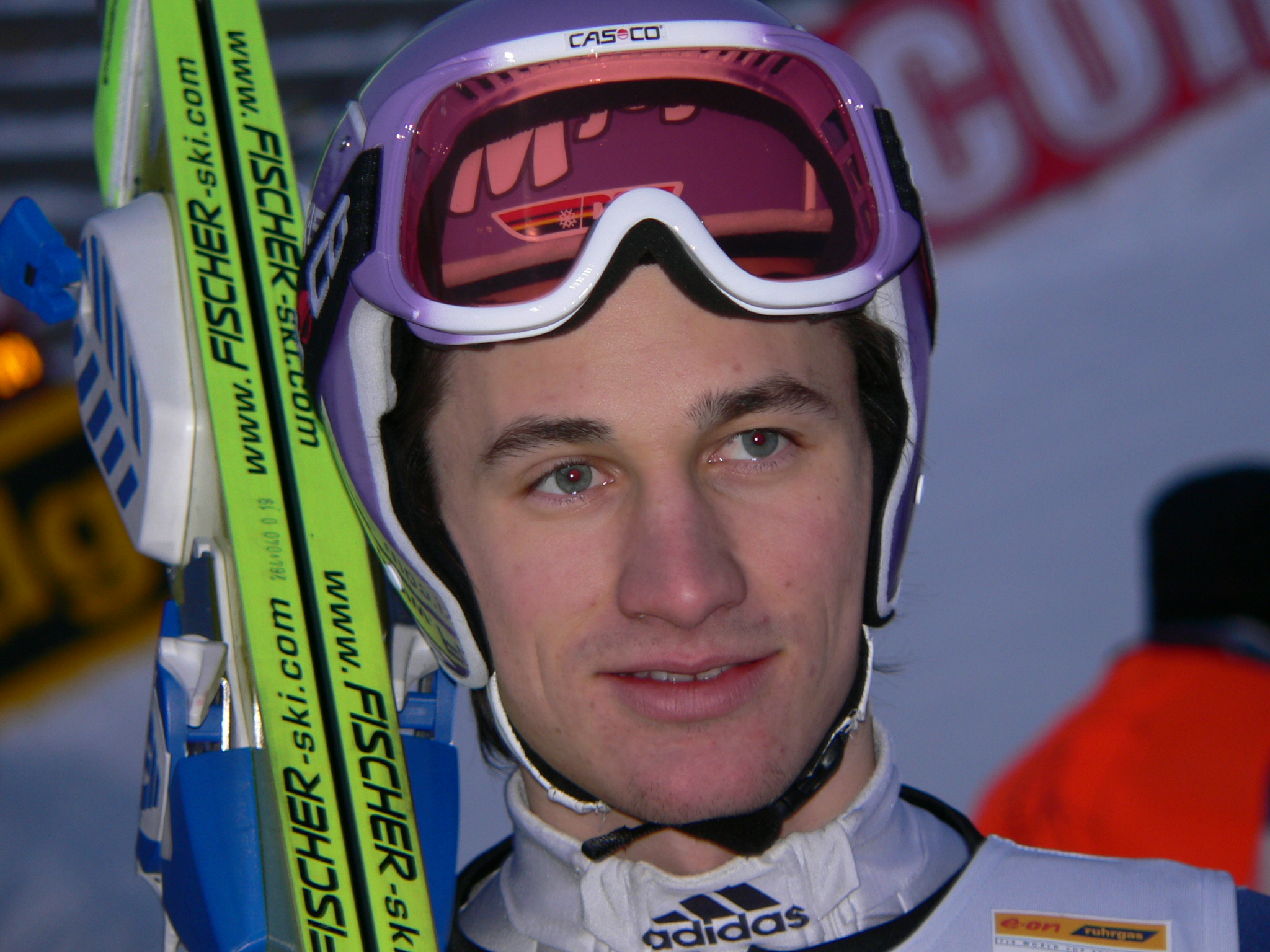
Martin Schmitt

### Februar

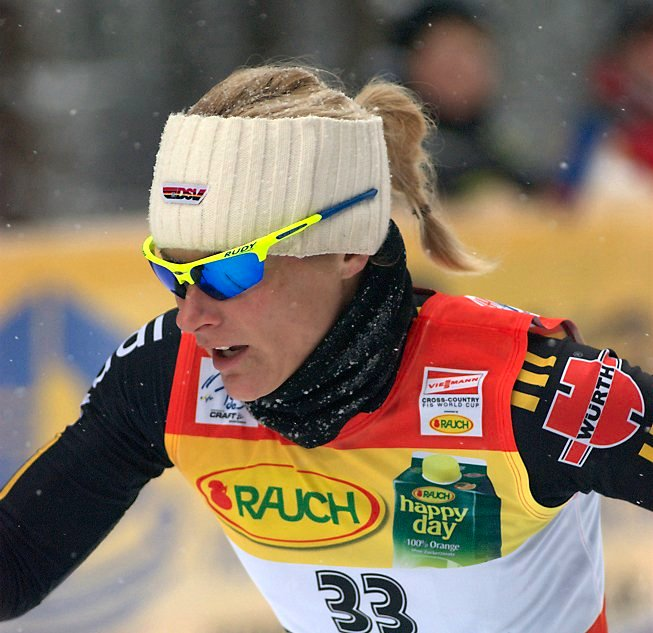
Claudia Nystad

- 01. Februar: Claudia Nystad, deutsche Skilangläuferin
- 01. Februar: Marion Wagner, deutsche Leichtathletin
- 02. Februar: Florian Wanner, deutscher Judoka
- 03. Februar: Joan Capdevila, spanischer Fußballspieler
- 03. Februar: Lars Troels Jørgensen, dänischer Handballspieler
- 04. Februar: Mohamad Abd El Fatah, ägyptischer Ringer
- 04. Februar: Harriet Hunt, englische Schachspielerin
- 06. Februar: Christine Keshen, kanadische Curlingspielerin
- 06. Februar: Gareth Roberts, walisischer Fußballspieler
- 07. Februar: David Aebischer, Schweizer Eishockeytorwart
- 07. Februar: Danilo Andrenacci, italienischer Radrennfahrer
- 07. Februar: Nicolas Ardouin, französischer Fußballspieler
- 07. Februar: Colin Beardsmore, kanadischer Eishockeyspieler
- 07. Februar: Daniel Van Buyten, belgischer Fußballspieler
- 07. Februar: Daniel Kubeš, tschechischer Handballspieler
- 07. Februar: Adama Njie, gambische Leichtathletin
- 08. Februar: Darren Lee Appleton, englischer Poolbillardspieler
- 08. Februar: Hasan al-Mahri, Fußballschiedsrichterassistent aus den Vereinigten Arabischen Emiraten
- 09. Februar: Jan von Arx, Schweizer Eishockeyspieler
- 09. Februar: Gro Marit Istad-Kristiansen, norwegische Biathletin
- 12. Februar: Matías Esteban Cenci, argentinisch-italienischer Fußballspieler
- 14. Februar: Nicolás Pavlovich, jugoslawisch-argentinischer Fußballspieler
- 14. Februar: Richard Hamilton, US-amerikanischer Basketballspieler
- 15. Februar: Kerstin Tzscherlich, deutsche Volleyballspielerin
- 16. Februar: Frédéric Amorison, belgischer Radrennfahrer
- 16. Februar: Vala Flosadóttir, isländische Leichtathletin
- 16. Februar: Volker Oppitz, deutscher Fußballspieler und -funktionär
- 18. Februar: Nathan Clarke, australischer Radrennfahrer
- 18. Februar: Josip Šimunić, kroatischer Fußballspieler
- 18. Februar: Rubén Xaus, spanischer Motorradrennfahrer
- 19. Februar: Luboš Pecka, tschechischer Fußballspieler
- 20. Februar: Thomas Florschütz, deutscher Bobfahrer
- 21. Februar: Ralf Bartels, deutscher Kugelstoßer
- 23. Februar: Mikaël Aigroz, Schweizer Triathlet und Duathlet
- 26. Februar: Rico Gear, neuseeländischer Rugbyspieler
- 27. Februar: Emelie Öhrstig, schwedische Skilangläuferin
- 28. Februar: Benjamin Raich, österreichischer Skirennläufer
- 28. Februar: Davy Schollen, belgischer Fußballspieler

### März

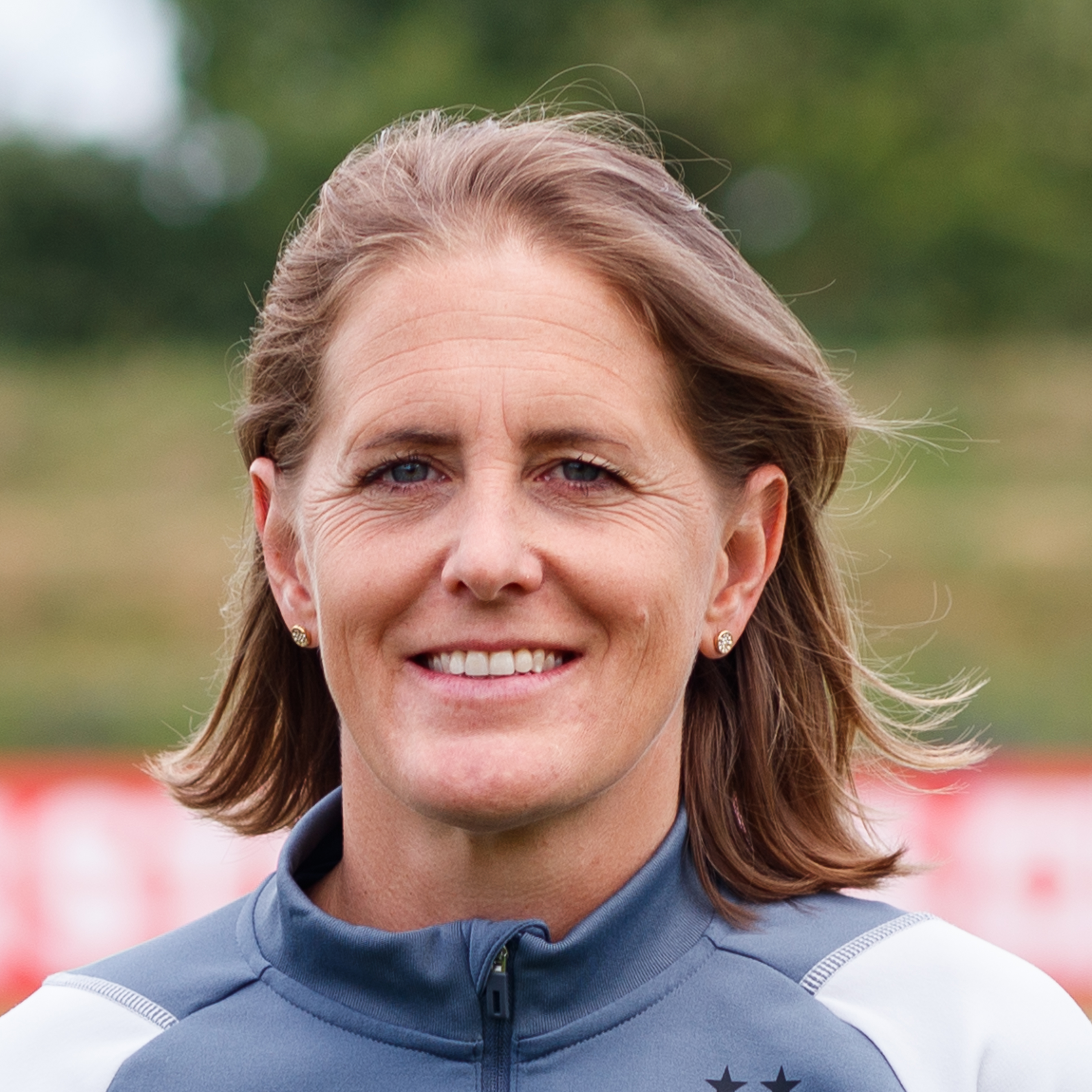
Britta Carlson

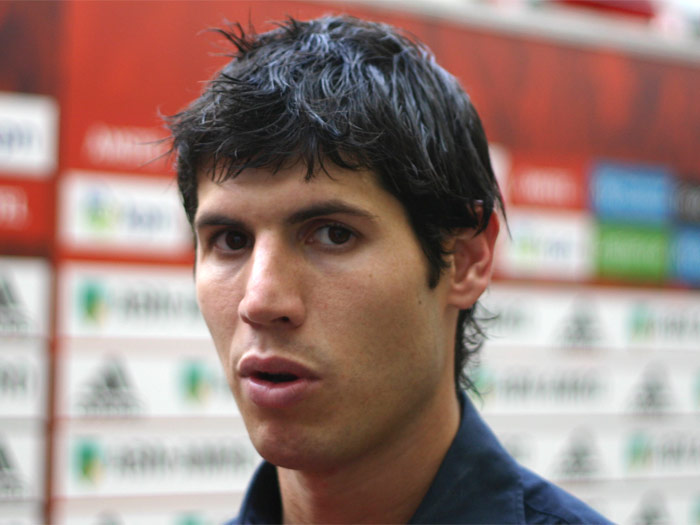
Albert Luque

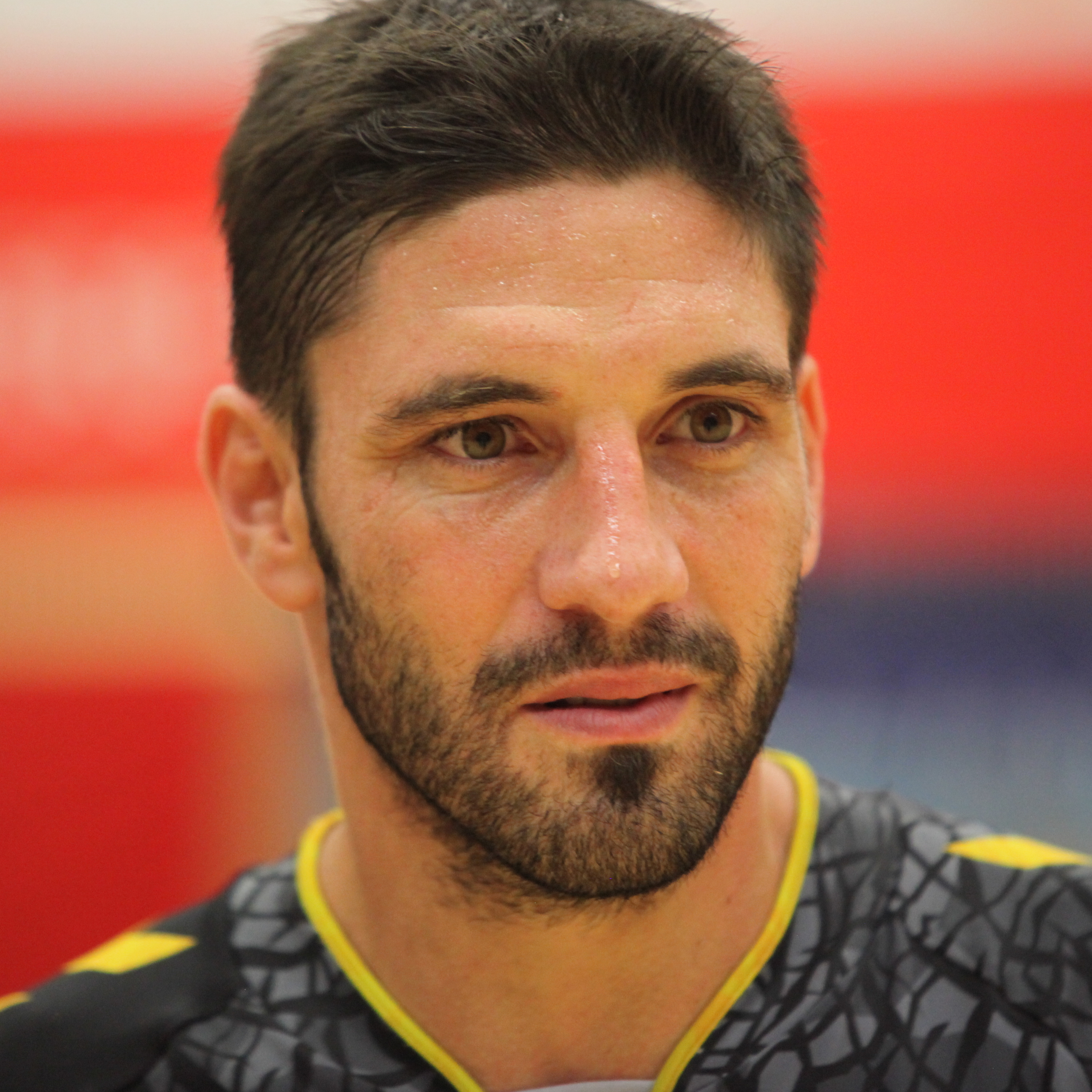
Bertrand Gille

- 01. März: Sandra Braz, portugiesische Fußballschiedsrichterin
- 01. März: Stefan Nimke, deutscher Radrennfahrer
- 01. März: Christian Richter, deutscher Schachspieler
- 02. März: Radoslav Antl, slowakischer Handballspieler
- 02. März: Sebastian Janikowski, polnischer American-Football-Spieler
- 03. März: Britta Carlson, deutsche Fußballspielerin
- 04. März: Nathanael Ackerman, britisch-US-amerikanischer Freistilringer
- 05. März: Andre Gurode, US-amerikanischer American-Football-Spieler
- 09. März: Lucas Neill, australischer Fußballspieler
- 10. März: Karen Brødsgaard, dänische Handballspielerin
- 10. März: André Höhne, deutscher Leichtathlet
- 11. März: Didier Drogba, ivorischer Fußballspieler
- 11. März: Albert Luque, spanischer Fußballspieler
- 11. März: Alberto Delgado Pérez, kubanischer Fußballspieler
- 12. März: Daniel Becke, deutscher Radrennfahrer
- 12. März: Jörg Zereike, deutscher Handballtorwart
- 14. März: Pieter van den Hoogenband, niederländischer Schwimmer
- 15. März: Brahim Hemdani, algerischer Fußballspieler
- 16. März: Boris Derichebourg, französischer Unternehmer und Automobilrennfahrer
- 17. März: Corina-Isabela Peptan, rumänische Schachspielerin
- 18. März: Brooke Hanson, australische Schwimmerin
- 18. März: Fredrik Johansson, schwedischer Radrennfahrer
- 20. März: Chris Draper, britischer Segler
- 22. März: Anna Rudolph, deutsche Schachspielerin
- 23. März: Walter Samuel, argentinischer Fußballspieler
- 23. März: Patrick Thaler, italienischer Skirennläufer
- 24. März: Bertrand Gille, französischer Handballspieler
- 24. März: Jean-René de Fournoux, französischer Automobilrennfahrer
- 24. März: Nikos Polychronopoulos, griechischer Karambolagespieler
- 25. März: Frank Reckzeh, deutscher Handballspieler
- 27. März: Amélie Cocheteux, französische Tennisspieler
- 29. März: Mattias Andersson, schwedischer Handballtorwart
- 30. März: Teemu Aalto, finnischer Eishockeyspieler
- 30. März: Robert Francz, deutscher Eishockeyspieler
- 30. März: Jan Gorr, deutscher Handballtrainer
- 30. März: Christoph Spycher, Schweizer Fußballspieler
- 31. März: Fernando Ávalos, argentinischer Fußballspieler

### April
- 02. April: Milan Vučićević, serbischer Handballspieler
- 03. April: John Smit, südafrikanischer Rugbyspieler
- 03. April: Raja Toumi, tunesische Handballspielerin
- 04. April: René Wolff, deutscher Bahnradsportler
- 05. April: Dwain Chambers, britischer Leichtathlet

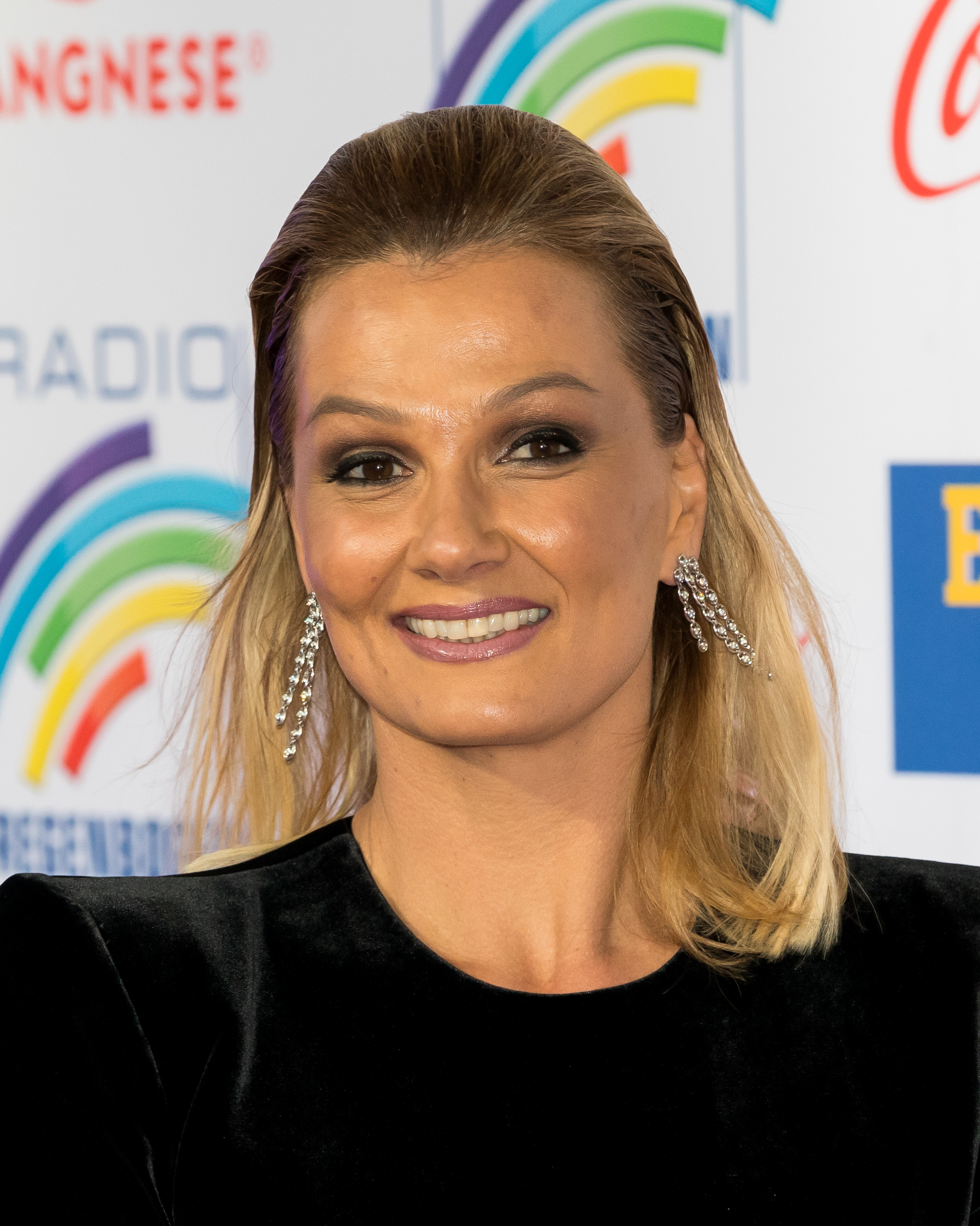
Franziska van Almsick

- 05. April: Franziska van Almsick, deutsche Schwimmerin
- 05. April: Bernd Heidicker, deutscher Ruderer
- 06. April: Hany El Fakharany, ägyptischer Handballspieler
- 07. April: Davor Dominiković, kroatischer Handballspieler
- 07. April: Tommi Sillanpää, finnischer Handballspieler
- 08. April: Nico Frommer, deutscher Fußballspieler
- 09. April: Jorge Andrade, portugiesischer Fußballspieler
- 10. April: Hervé Arcade, französischer Straßenradrennfahrer
- 10. April: Eva Bramböck, österreichische Triathletin
- 11. April: Ariel Javier Rosada, argentinischer Fußballspieler
- 12. April: Stanislaw Angelow, bulgarischer Fußballspieler
- 13. April: Farruch Hukumatowitsch Amonatow, tadschikischer Schachspieler
- 13. April: Arron Asham, kanadischer Eishockeyspieler
- 13. April: Carles Puyol, spanischer Fußballspieler
- 13. April: Antoni Miguel Sivera Peris, andorranischer Fußballspieler
- 14. April: Adnan Čustović, bosnisch-herzegowinischer Fußballspieler
- 15. April: Austin Aries, US-amerikanischer Wrestler
- 15. April: Claudius Weber, deutscher Fußballspieler und -trainer
- 16. April: Hailu Negussie, äthiopischer Marathonläufer
- 16. April: Igor Tudor, kroatischer Fußballspieler und -trainer
- 17. April: Monika Bergmann, deutsche Skirennläuferin
- 17. April: Karsten Ganschow, deutscher Handballspieler und Betriebswirt
- 17. April: Hannu Manninen, finnischer Nordischer Kombinierer
- 17. April: David Murdoch, schottischer Curler
- 17. April: Jason White, schottischer Rugbyspieler
- 18. April: Helene Tjelland Abusdal, norwegische Badmintonspielerin
- 18. April: Leonardo de Deus Santos, brasilianisch-deutscher Fußballspieler
- 18. April: Maxim Podoprigora, österreichischer Schwimmer
- 19. April: Gabriel Heinze, argentinischer Fußballspieler
- 20. April: Stefan Wächter, deutscher Fußballtorhüter
- 22. April: Jagoba Arrasate Elustondo, spanischer Fußballspieler und -trainer
- 22. April: Paul Malakwen Kosgei, kenianischer Langstreckenläufer
- 22. April: Esteban Tuero, argentinischer Automobilrennfahrer
- 23. April: Gezahegne Abera, äthiopischer Marathonläufer und Olympiasieger
- 23. April: Kofi Amponsah, ghanaischer Fußballspieler
- 23. April: Adrian Wagner, deutscher Handballspieler und -trainer
- 24. April: Ronny Scholz, deutscher Radrennfahrer
- 25. April: Rico Rogers, neuseeländischer Straßenradrennfahrer
- 25. April: Tone Wølner, norwegische Handballspielerin
- 26. April: Peter Madsen, dänischer Fußballspieler
- 27. April: Jakub Janda, tschechischer Skispringer
- 27. April: Sebastián Ariel Romero, argentinischer Fußballspieler
- 29. April: Masoud Haji Akhondzadeh, iranischer Judoka
- 29. April: Inga Karamtschakowa, russische Ringerin
- 30. April: Simone Barone, italienischer Fußballspieler und -trainer
- 30. April: Joachim Boldsen, dänischer Handballspieler

### Mai

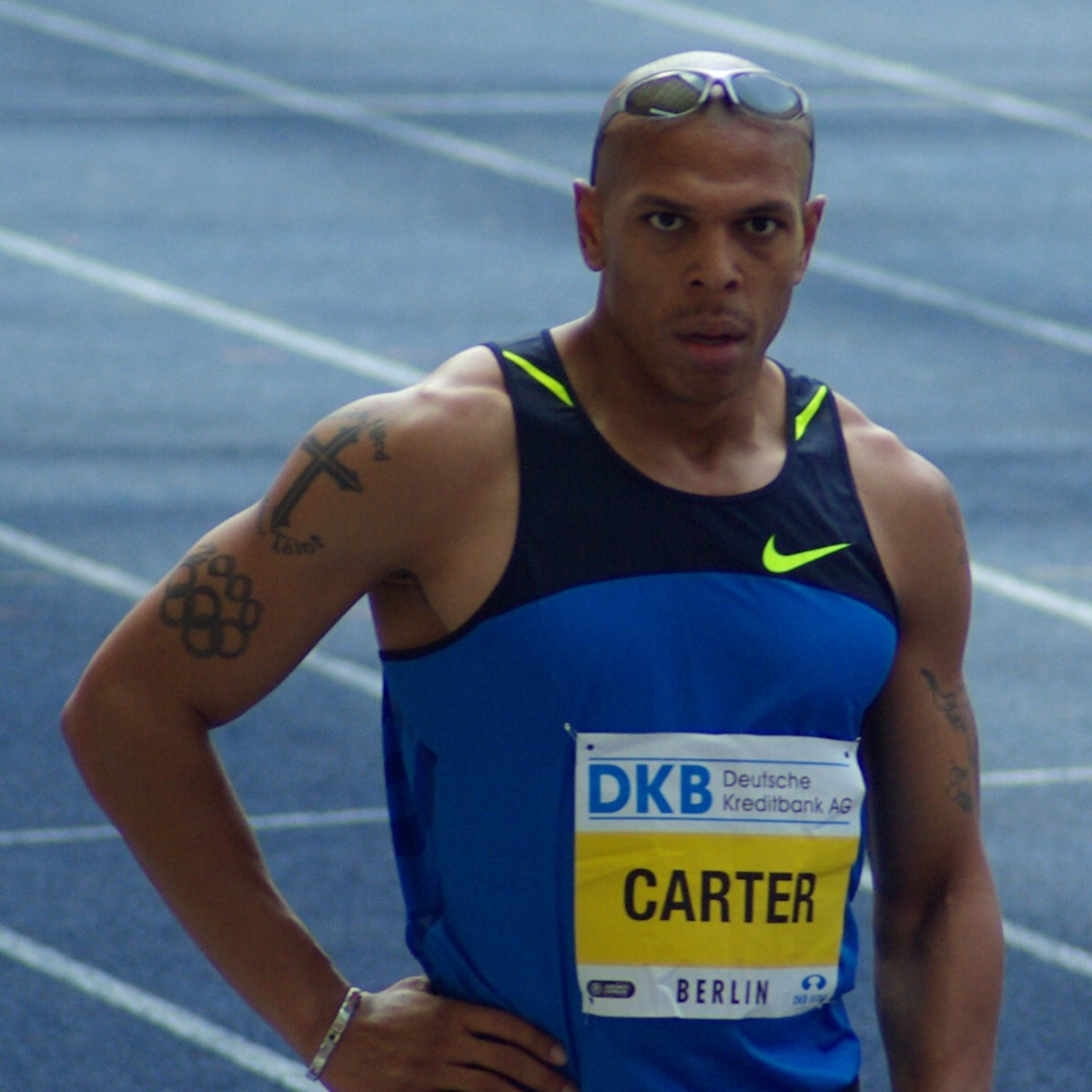
James Carter

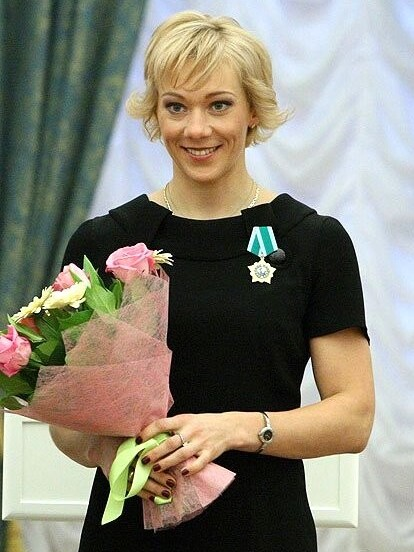
Olga Saizewa

- 01. Mai: Michael Craig Russell, US-amerikanischer Tennisspieler
- 06. Mai: Riitta-Liisa Roponen, finnische Skilangläuferin
- 07. Mai: Spend Abazi, dänischer Boxer
- 07. Mai: James Carter, US-amerikanischer Leichtathlet
- 07. Mai: Shawn Marion, US-amerikanischer Basketballspieler
- 08. Mai: Lúcio, brasilianischer Fußballspieler
- 08. Mai: Weranika Paulowitsch, belarussische Tischtennisspielerin
- 09. Mai: Leandro Cufré, argentinischer Fußballspieler
- 10. Mai: Mithat Demirel, deutscher Basketballspieler
- 14. Mai: André Macanga, angolanischer Fußballspieler
- 14. Mai: Gustavo Varela, uruguayischer Fußballspieler
- 15. Mai: Krzysztof Ignaczak, polnischer Volleyballspieler
- 15. Mai: Egoi Martínez, spanischer Radrennfahrer
- 16. Mai: Olga Saizewa, russische Biathletin
- 16. Mai: Lionel Sebastián Scaloni, argentinischer Fußballspieler
- 17. Mai: Stefan Herbst, deutscher Schwimmer
- 18. Mai: Ricardo Carvalho, portugiesischer Fußballspieler
- 18. Mai: Genis García, andorranischer Fußballspieler
- 19. Mai: Eduard Tjukin, russischer Gewichtheber
- 20. Mai: Guerlain Chicherit, französischer Extremskifahrer und Rallyefahrer
- 20. Mai: Nils Schumann, deutscher Leichtathlet
- 23. Mai: Adrian Bernet, Schweizer Fußballtorhüter
- 27. Mai: Jacques „Pancho“ Abardonado, französischer Fußballspieler
- 27. Mai: Hugo Armando, US-amerikanischer Tennisspieler
- 29. Mai: Sébastien Grosjean, französischer Tennisspieler

### Juni
- 01. Juni: Hasna Benhassi, marokkanische Leichtathletin
- 01. Juni: Li Duan, chinesischer Leichtathlet
- 04. Juni: Suat Arslanboğa, türkischer Fußballschiedsrichter
- 04. Juni: Dijana Ravnikar, slowenische Biathletin und Skilangläuferin
- 05. Juni: Fernando Meira, portugiesischer Fußballspieler
- 06. Juni: Rubén Navarro, spanischer Fußballspieler
- 06. Juni: Igors Vihrovs, lettischer Turner

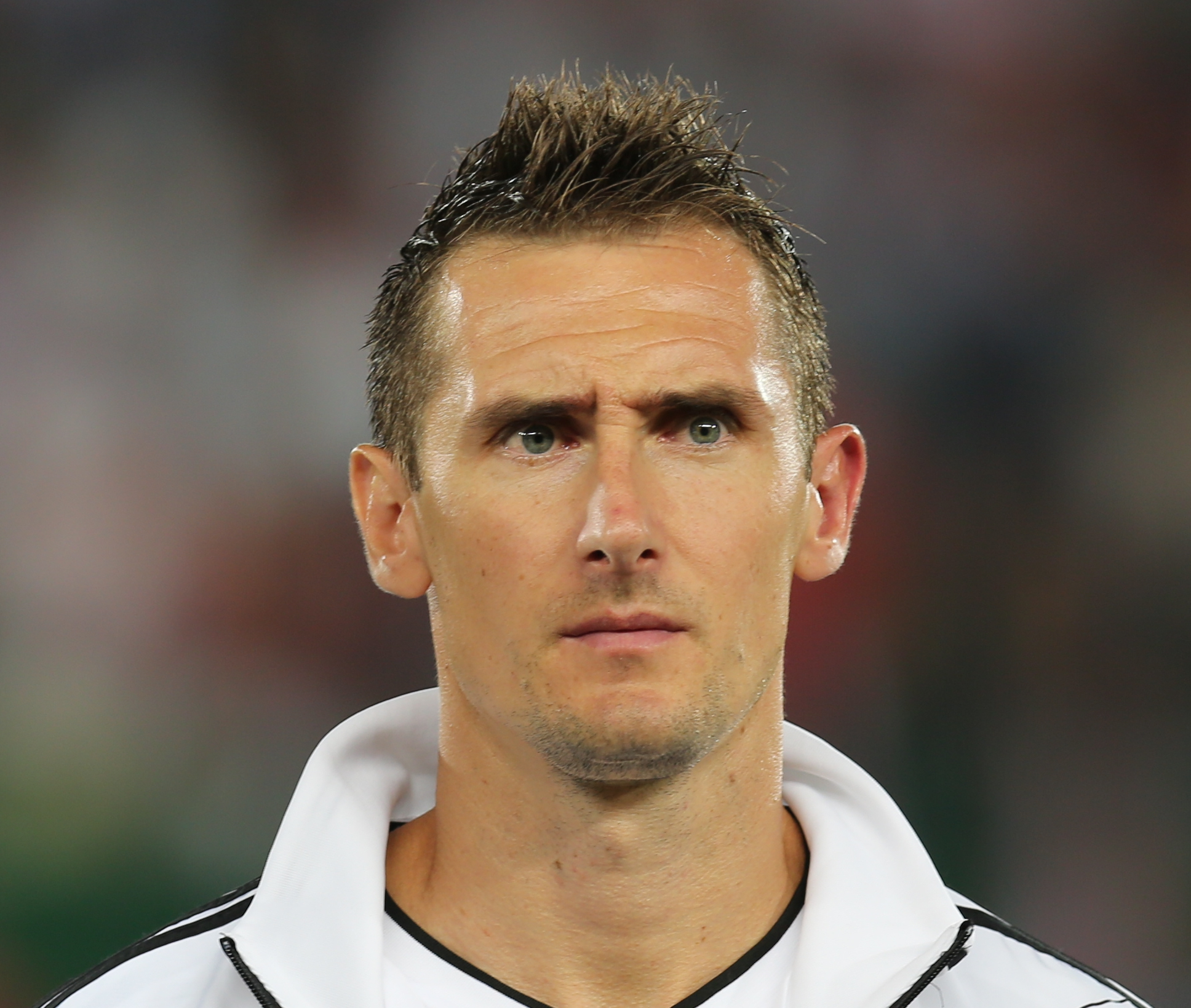
Miroslav Klose

- 09. Juni: Miroslav Klose, deutscher Fußballspieler
- 09. Juni: Heather Mitts, US-amerikanische Fußballspielerin
- 09. Juni: Tonči Valčić, kroatischer Handballspieler
- 10. Juni: Ferdinando Coppola, italienischer Fußballtorhüter
- 11. Juni: Bruce Jouanny, französischer Automobilrennfahrer
- 13. Juni: Hillary Biscay, US-amerikanische Triathletin
- 13. Juni: Richard Kingson, ghanaischer Fußballspieler
- 13. Juni: Antônio da Silva, brasilianischer Fußballspieler
- 17. Juni: Vivian Harris, guyanischer Boxer

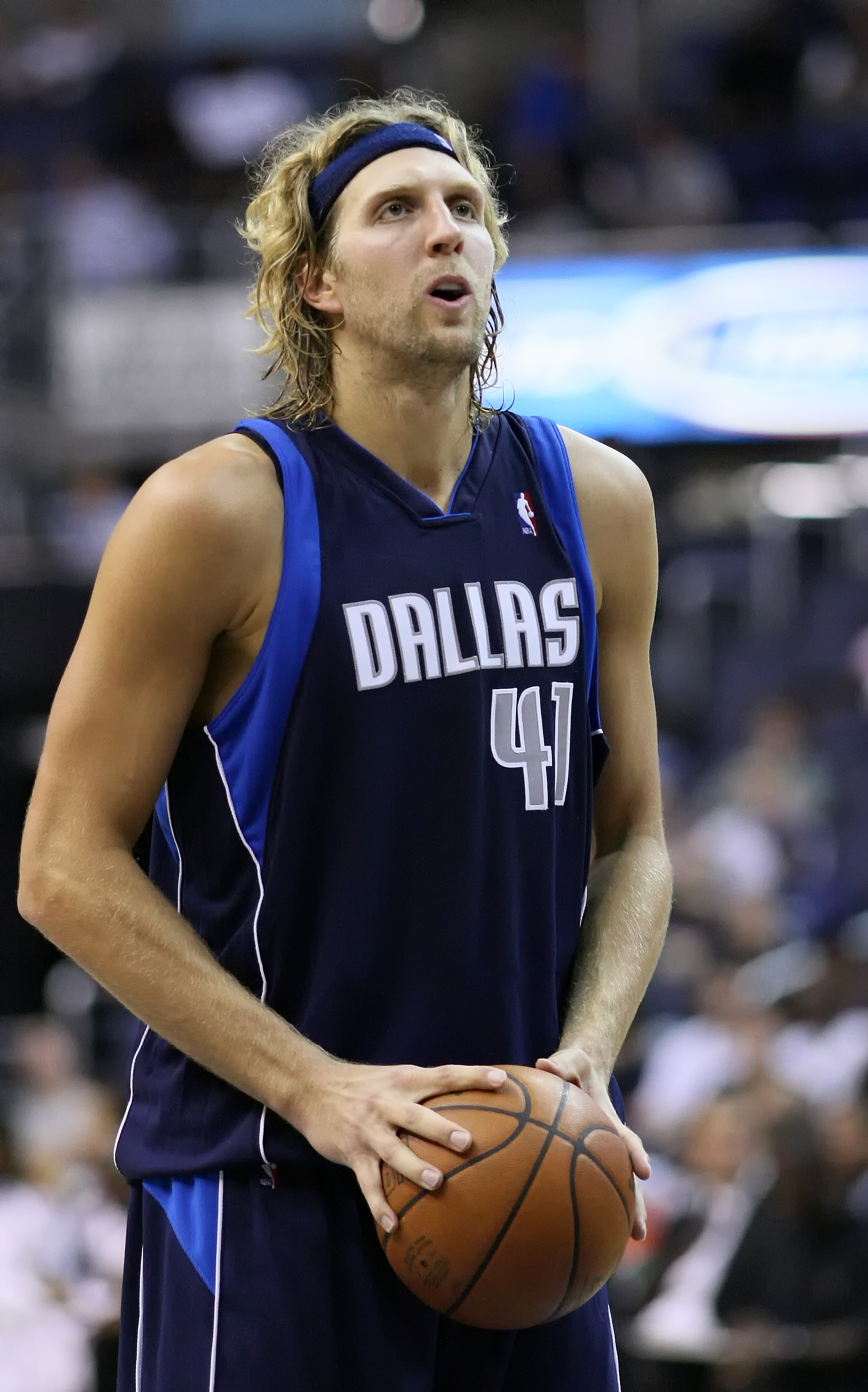
Dirk Nowitzki

- 19. Juni: Dirk Nowitzki, deutscher Basketballspieler
- 19. Juni: Kenny Noyes, US-amerikanischer Motorradrennfahrer
- 20. Juni: Judith Affeld, deutsche Fußballspielerin

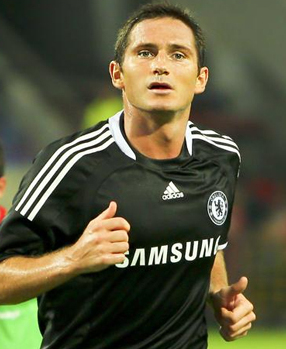
Frank Lampard

- 20. Juni: Frank Lampard, englischer Fußballspieler
- 20. Juni: Juli Sánchez, andorranischer Fußballspieler
- 22. Juni: José Luis Abajo Gómez, spanischer Degenfechter
- 22. Juni: Pedro Taborda, portugiesischer Fußballspieler
- 22. Juni: Dan Wheldon, britischer Automobilrennfahrer († 2011)
- 24. Juni: Shunsuke Nakamura, japanischer Fußballspieler
- 24. Juni: Juan Román Riquelme, argentinischer Fußballspieler
- 25. Juni: Stuart K. Arthur, kanadischer Badmintonspieler
- 26. Juni: Alex Arthur, britischer Boxer

### Juli
- 01. Juli: Alessandra Aguilar, spanische Langstreckenläuferin
- 01. Juli: Christoph Dabrowski, deutscher Fußballspieler
- 01. Juli: Woo Sun-hee, südkoreanische Handballspielerin
- 02. Juli: Kossi Agassa, togoischer Fußballspieler
- 02. Juli: Darlington Omodiagbe, nigerianischer Fußballspieler
- 03. Juli: Mizuki Noguchi, japanische Marathonläuferin
- 03. Juli: Hendrik Müller, deutscher Handballtorhüter
- 03. Juli: Kim Kirchen, luxemburgischer Radrennfahrer
- 04. Juli: Marie Luc Arpin, kanadische Wasserballspielerin
- 04. Juli: Emile Mpenza, belgischer Fußballspieler
- 05. Juli: Allan Simonson, dänischer Automobilrennfahrer († 2013)
- 07. Juli: Marcus Ahlm, schwedischer Handballspieler
- 07. Juli: Chris Andersen, US-amerikanischer Basketballspieler
- 07. Juli: Marino Franchitti, britischer Automobilrennfahrer
- 08. Juli: Dimitrios Grammozis, griechischer Fußballspieler
- 08. Juli: Juan Miguel Mercado, spanischer Radrennfahrer
- 09. Juli: Aryam Abreu Delgado, kubanischer Schachmeister
- 09. Juli: Gulnara Galkina, russische Hindernisläuferin
- 10. Juli: Boris Blank, deutscher Eishockeyspieler
- 10. Juli: Jorge Barra Cabello, andorranischer Fußballspieler
- 10. Juli: Benoît Lepelletier, französischer Schachspieler
- 10. Juli: Christina Roslyng, dänische Handballspielerin
- 11. Juli: Swetlana Ganina, russische Tischtennisspielerin Swetlana Ganina

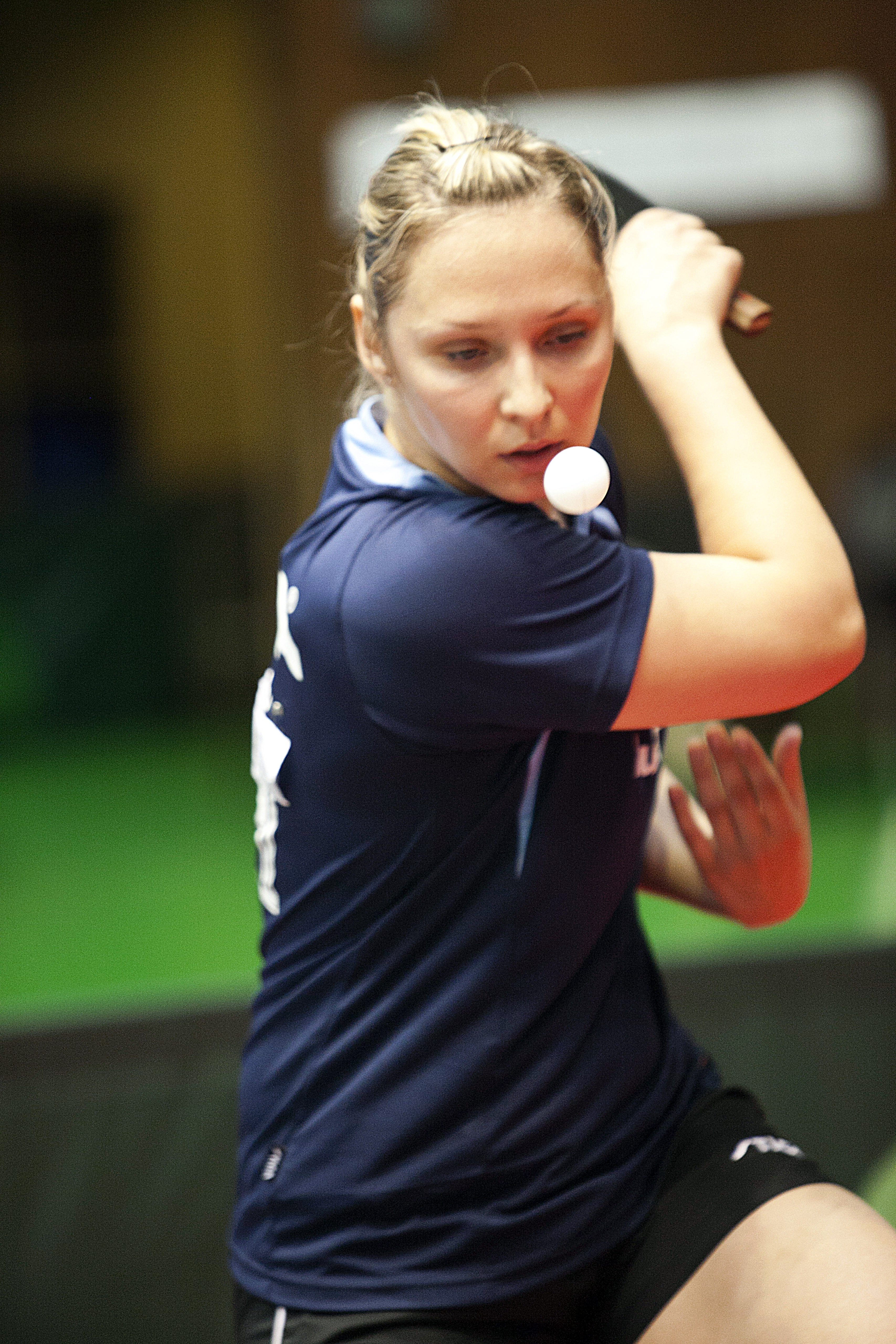
Swetlana Ganina

- 12. Juli: Katrine Fruelund, dänische Handballspielerin
- 14. Juli: Natalja Arzybaschewa, russische Sommerbiathletin
- 14. Juli: Mattias Ekström, schwedischer Automobilrennfahrer
- 15. Juli: Stephan Schreck, deutscher Radrennfahrer
- 17. Juli: Alexander Leonow, russischer Boxer
- 18. Juli: Tomas Danilevičius, litauischer Fußballspieler
- 18. Juli: Swen Enderlein, deutscher Endurosportler († 2004)
- 18. Juli: Rogier Oosterbaan, niederländischer Skirennläufer
- 19. Juli: Jonathan Zebina, französischer Fußballspieler
- 20. Juli: Zoltan Fejer-Konnerth, deutscher Tischtennisspieler
- 20. Juli: Michelle O’Neill, irische Fußballschiedsrichterassistentin
- 21. Juli: Deniz Aytekin, deutscher Fußballschiedsrichter
- 21. Juli: Kyōko Iwasaki, japanische Schwimmerin, Olympiasiegerin
- 25. Juli: Francisco Peña, spanischer Fußballspieler
- 26. Juli: Marcus Fraser, australischer Golfspieler
- 31. Juli: Yamba Asha, angolanischer Fußballspieler
- 31. Juli: Justin Wilson, britischer Automobilrennfahrer († 2015)

### August
- 02. August: Goran Gavrančić, serbischer Fußballspieler
- 03. August: Jouan Patrice Abanda Etong, kamerunischer Fußballspieler
- 03. August: Håkon Andersen, norwegischer Biathlet
- 04. August: Jeremy Adduono, kanadischer Eishockeyspieler
- 05. August: Kim Gevaert, belgische Leichtathletin

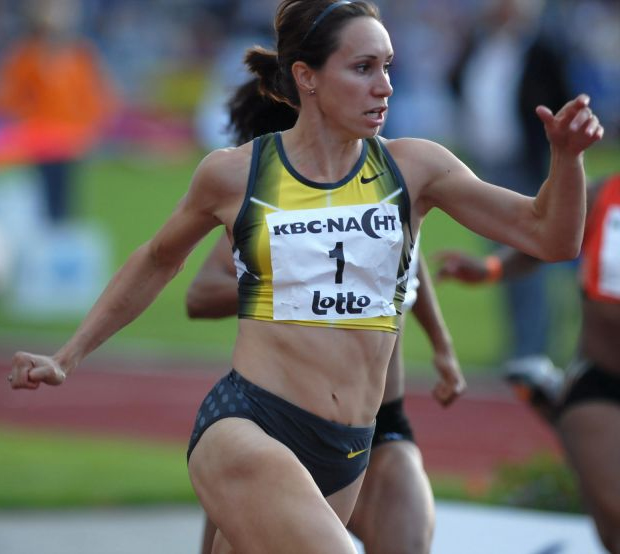
Kim Gevaert

- 05. August: Stefanie Gottschlich, deutsche Fußballspielerin
- 06. August: Swetlana Kaikan, russische Eisschnellläuferin
- 07. August: Michael Holt, englischer Snooker-Spieler
- 08. August: Alexander Bugera, deutscher Fußballspieler
- 09. August: Wesley Sonck, belgischer Fußballspieler
- 09. August: Vančo Trajanov, mazedonischer Fußballspieler
- 10. August: Daniel „Danny“ Allsopp, australischer Fußballspieler
- 10. August: Bart Wellens, belgischer Radrennfahrer
- 11. August: Luca Iodice, italienischer Fußballspieler
- 12. August: Hayley Wickenheiser, kanadische Eishockey- und Softballspielerin
- 13. August: Benjamin Mwaruwari, simbabwischer Fußballspieler
- 14. August: Marcel Fischer, Schweizer Fechter
- 16. August: Fu Mingxia, chinesische Wasserspringerin
- 17. August: Alexandra Meisl, deutsche Handballspielerin
- 19. August: François Modesto, französischer Fußballspieler und -funktionär
- 19. August: Ragnar Óskarsson, isländischer Handballspieler
- 20. August: Alberto Martín, spanischer Tennisspieler
- 23. August: Kobe Bryant, US-amerikanischer Basketballspieler († 2020)

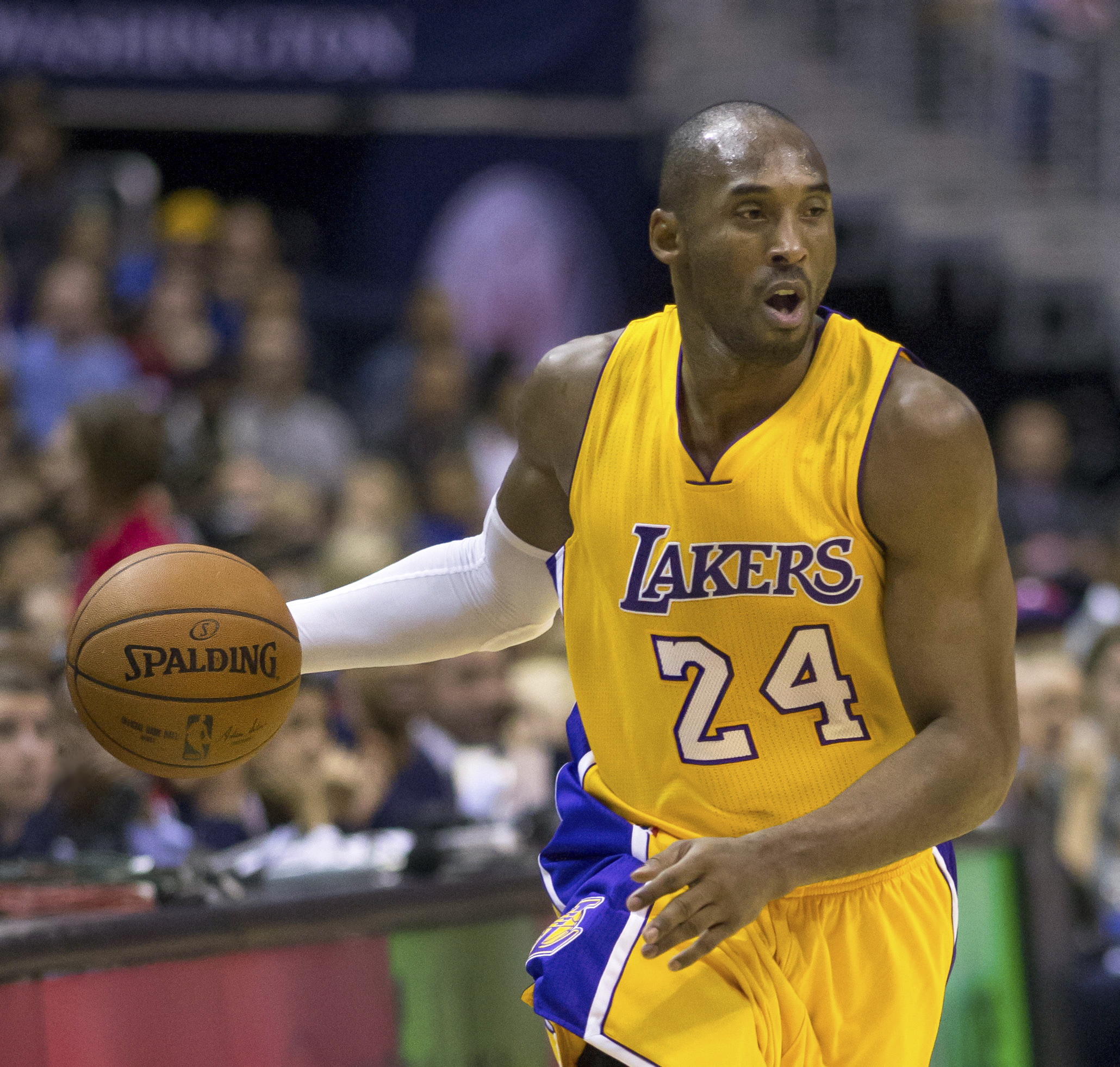
Kobe Bryant

- 24. August: Yves Allegro, Schweizer Tennisspieler
- 25. August: Antoine Bauza, französischer Spieleautor
- 25. August: Christian Maicon Hening, brasilianischer Fußballspieler
- 25. August: Oliver Roggisch, deutscher Handballspieler
- 27. August: Sebastian Haseney, deutscher Nordisch Kombinierer
- 28. August: Danijel Anđelković, serbischer Handballspieler und -trainer
- 29. August: Déborah Anthonioz, französische Snowboarderin
- 29. August: Volkan Arslan, türkischer Fußballspieler
- 29. August: Jens Boden, deutscher Eisschnellläufer
- 30. August: Richard O’Connor, anguillischer Fußballspieler
- 30. August: Adalto Batista da Silva, brasilianischer Fußballspieler
- 31. August: Clemens Arnold, deutscher Hockeyspieler

### September
- 02. September: Inken Becher, deutsche Fußballspielerin
- 03. September: Christian Alder, deutscher Fußballspieler
- 04. September: Michael V. Knudsen, dänischer Handballspieler
- 04. September: Danijel Ljuboja, serbischer Fußballspieler
- 05. September: Andrea Soncin, italienischer Fußballspieler und ‑trainer
- 06. September: Süreyya Ayhan, türkische Leichtathletin
- 07. September: Jewgenija Olschewskaja, russische Wasserspringerin
- 08. September: Marco Sturm, deutscher Eishockeyspieler
- 10. September: Aferdita Podvorica, albanische Fußballspielerin
- 11. September: Laurent Courtois, französischer Fußballspieler und Fußballtrainer
- 11. September: Edward Reed, US-amerikanischer Footballspieler
- 11. September: Else-Marthe Sørlie Lybekk, norwegische Handballspielerin
- 11. September: Dejan Stanković, serbischer Fußballspieler
- 12. September: Lukáš Došek, tschechischer Fußballspieler
- 12. September: Sebastián Porto, argentinischer Motorradrennfahrer
- 15. September: Marko Pantelić, serbischer Fußballspieler
- 16. September: Claudia Marx, deutsche Leichtathletin
- 16. September: Viktor Szilágyi, österreichischer Handballspieler
- 16. September: Michael Uhrmann, deutscher Skispringer
- 19. September: Timo Dörflinger, deutscher Fußballspieler und -trainer
- 19. September: Mariano Puerta, argentinischer Tennisspieler
- 20. September: Martin Abraham, tschechischer Fußball- und Futsalspieler
- 20. September: Sebastian Stahl, deutscher Automobilrennfahrer
- 21. September: Alexander Heath, südafrikanischer Skirennläufer
- 21. September: Benny Lindt, deutscher Handballspieler
- 22. September: Sergei Arekajew, russischer Eishockeyspieler

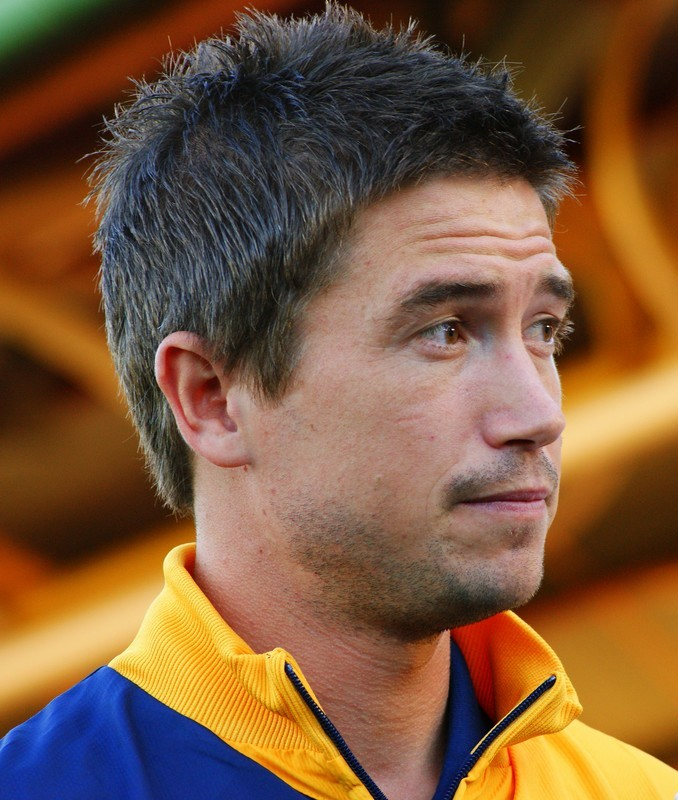
Harry Kewell

- 22. September: Harry Kewell, australischer Fußballspieler
- 23. September: Ingrid Jacquemod, französische Skirennläuferin
- 24. September: Wietse van Alten, niederländischer Bogenschütze
- 25. September: Martin Koukal, tschechischer Skilangläufer
- 26. September: Gashaw Asfaw, äthiopischer Marathonläufer
- 26. September: Pascal Borel, deutscher Fußballspieler
- 28. September: Tadas Papečkys, litauischer Fußballspieler
- 29. September: Karen Putzer, italienische Skirennläuferin

### Oktober
- 02. Oktober: Sławomir Szmal, polnischer Handballtorwart
- 03. Oktober: Gerald Asamoah, deutscher Fußballspieler

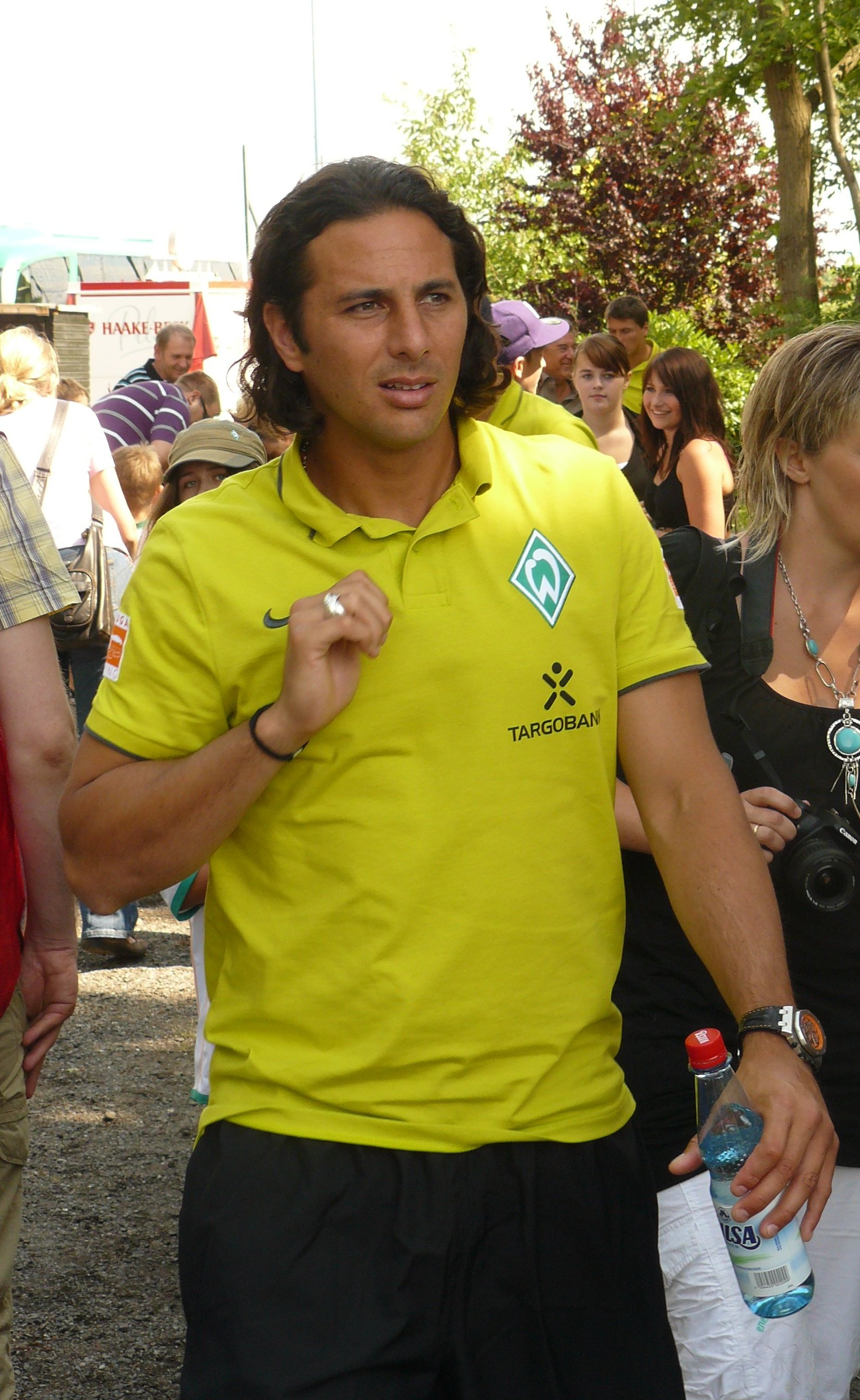
Claudio Pizarro

- 03. Oktober: Claudio Pizarro, peruanischer Fußballspieler
- 04. Oktober: Alexander Herr, deutscher Skispringer
- 06. Oktober: Emilija Dschingarowa, bulgarische Schachspielerin
- 07. Oktober: Rony Agustinus, indonesischer Badmintonspieler
- 07. Oktober: Guðlaugur Arnarsson, isländischer Handballspieler und -trainer
- 09. Oktober: Kristian Kolby, dänischer Automobilrennfahrer
- 10. Oktober: Georgina Evers-Swindell, neuseeländische Ruderin
- 10. Oktober: Caroline Evers-Swindell, neuseeländische Ruderin
- 11. Oktober: Carlos Manuel Alonso, angolanischer Fußballspieler
- 11. Oktober: Sascha Reinelt, deutscher Hockeyspieler
- 12. Oktober: Baden Cooke, australischer Radrennfahrer
- 12. Oktober: Georg Hettich, deutscher Nordisch Kombinierer
- 12. Oktober: Marko Jarić, serbischer Basketballspieler
- 13. Oktober: Jan Šimák, tschechischer Fußballspieler
- 13. Oktober: Jermaine O’Neal, US-amerikanischer Basketballspieler
- 14. Oktober: Ronnie Bremer, dänischer Automobilrennfahrer
- 14. Oktober: Allison Forsyth, kanadische Skirennläuferin
- 14. Oktober: Paul Hunter, britischer Snooker-Spieler († 2006)
- 15. Oktober: Chris Brown, bahamaischer Sprinter
- 19. Oktober: Enrique Bernoldi, brasilianischer Automobilrennfahrer
- 19. Oktober: Ruslan Chagayev, usbekischer Boxer
- 21. Oktober: Olena Resnir, ukrainische Handballspielerin
- 22. Oktober: Christoffer Andersson, schwedischer Fußballspieler
- 23. Oktober: Archie Thompson, australischer Fußballspieler
- 25. Oktober: Young-hak An, nordkoreanischer Fußballspieler
- 25. Oktober: Dino Lunardi, französischer Automobilrennfahrer
- 25. Oktober: Daniela Vogt, deutsche Handballspielerin
- 26. Oktober: Phil Brooks, US-amerikanischer Wrestler
- 26. Oktober: Tetjana Schynkarenko, ukrainische Handballspielerin
- 27. Oktober: John Capel, US-amerikanischer Leichtathlet
- 27. Oktober: Sergei Samsonow, russischer Eishockeyspieler
- 27. Oktober: Toby Petersen, US-amerikanischer Eishockeyspieler
- 30. Oktober: Eigo Satō, japanischer Freestyle-Motocrosspilot († 2013)
- 30. Oktober: Gerardo Seoane, Schweizer Fußballspieler
- 31. Oktober: Inka Grings, deutsche Fußballspielerin
- 31. Oktober: Dominika Karger, deutsche Handballspielerin
- 31. Oktober: Martin Verkerk, niederländischer Tennisspieler

### November
- 02. November: Noah Ngeny, kenianischer Leichtathlet und Olympiasieger
- 04. November: Konstantin Airich, deutsch-kasachischer Boxer
- 05. November: Sonja Fuss, deutsche Fußballspielerin
- 05. November: Elvir Selmanovic, serbischer Handballspieler
- 07. November: Barry Robson, schottischer Fußballspieler
- 07. November: Mohamed Abo Treka, ägyptischer Fußballspieler
- 08. November: Ali Karimi, iranischer Fußballspieler
- 09. November: Olga Brusnikina, russische Synchronschwimmerin und dreifache Olympiasiegerin
- 09. November: Nikolaus Mayr-Melnhof, österreichischer Automobilrennfahrer

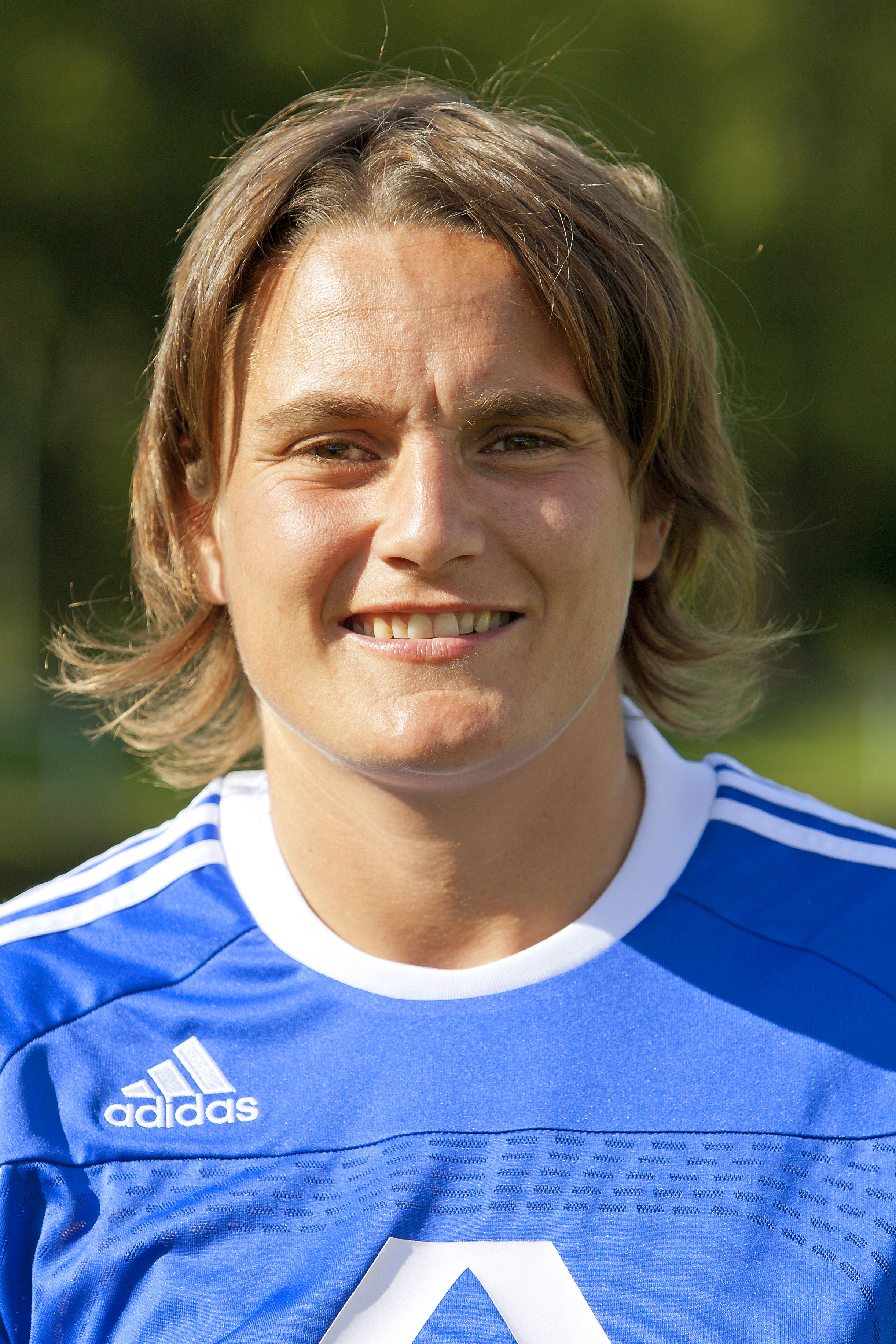
Nadine Angerer

- 10. November: Nadine Angerer, deutsche Fußballspielerin
- 10. November: Andreas Feichtinger, österreichischer Fußballspieler
- 10. November: Kristian Huselius, schwedischer Eishockeyspieler
- 10. November: Peter Larsson, schwedischer Skilangläufer
- 10. November: Timo Scheider, deutscher Automobilrennfahrer
- 10. November: Bartosz Soćko, polnischer Schachmeister
- 11. November: Erik Edman, schwedischer Fußballspieler
- 12. November: Eric Addo, ghanaischer Fußballspieler
- 12. November: Thomson Kibet Cherogony, kenianischer Leichtathlet
- 13. November: Kristijan Ljubanović, kroatischer Handballspieler
- 13. November: Diego Rariz, uruguayischer Fußballspieler
- 16. November: Conny Pohlers, deutsche Fußballspielerin
- 16. November: Gerhard Tremmel, deutscher Fußballspieler
- 17. November: Tobias Schellenberg, deutscher Wasserspringer
- 18. November: Grover Gibson, US-amerikanischer Fußballspieler
- 19. November: Věra Pospíšilová-Cechlová, tschechische Leichtathletin
- 22. November: David Ben Dayan, israelischer Fußballspieler
- 22. November: Francis Obikwelu, portugiesischer Leichtathlet
- 23. November: Nadeschda Torlopowa, russische Boxerin
- 25. November: Angel Martin García, andorranischer Fußballspieler
- 26. November: Markus Wingenbach, deutscher Fußballschiedsrichter
- 27. November: José Iván Gutiérrez, spanischer Radrennfahrer
- 30. November: Matthias Hattenberger, österreichischer Fußballspieler
- 30. November: Benjamin Lense, deutscher Fußballspieler und -trainer

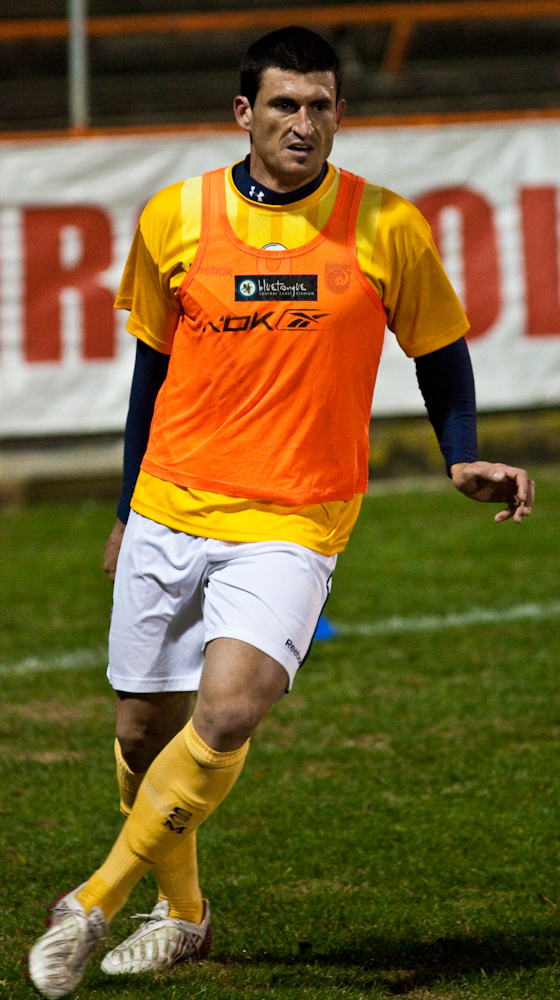
Nik Mrdja

- 30. November: Nikola „Nik“ Mrdja, australischer Fußballspieler

### Dezember
- 01. Dezember: Bryan Bouffier, französischer Rallyefahrer
- 02. Dezember: Muisi Ajao, nigerianischer Fußballspieler
- 02. Dezember: Joe Maese, US-amerikanischer Footballspieler
- 02. Dezember: Mohammed Abdullah Hassan Mohammed, Fußballschiedsrichter aus den Vereinigten Arabischen Emiraten
- 02. Dezember: Sara Montagnolli, österreichische Volleyball- und Beachvolleyballspielerin
- 02. Dezember: Fonsi Nieto, spanischer Motorradrennfahrer
- 02. Dezember: Maëlle Ricker, kanadische Snowboarderin
- 02. Dezember: Louisa Walter, deutsche Hockeyspielerin
- 03. Dezember: Bram Tankink, niederländische Radrennfahrer
- 04. Dezember: Lars Bystøl, norwegischer Skispringer
- 05. Dezember: Marcelo Zalayeta, uruguayischer Fußballspieler
- 06. Dezember: Katalin Pálinger, ungarische Handballspielerin
- 08. Dezember: Antonio Esfandiari, US-amerikanischer Pokerspieler
- 09. Dezember: Gastón Gaudio, argentinischer Tennisspieler
- 09. Dezember: Oliver Geissmann, Liechtensteiner Sportschütze
- 09. Dezember: Tamás Mocsai, ungarischer Handballspieler
- 10. Dezember: Anna Jesień, polnische Leichtathletin
- 11. Dezember: Ben Day, australischer Radrennfahrer
- 12. Dezember: Teryn Ashley, US-amerikanische Tennisspielerin
- 12. Dezember: Luciano Emilio, brasilianischer Fußballspieler
- 12. Dezember: Sebastian Seifert, schwedischer Handballspieler
- 13. Dezember: Sebastian Schulte, deutscher Ruderer
- 14. Dezember: Patty Schnyder, Schweizer Tennisspielerin
- 15. Dezember: Alexei Swirin, russischer Ruderer und Olympiasieger
- 16. Dezember: Daniel Arnold, deutscher Tischtennisspieler
- 17. Dezember: Kirill Ladygin, russischer Automobilrennfahrer
- 19. Dezember: Víctor Rubén López, argentinischer Fußballspieler
- 20. Dezember: Emmanuel Akwuegbu, nigerianischer Fußballspieler
- 21. Dezember: Emiliano Brembilla, italienischer Schwimmer
- 21. Dezember: Petr Sýkora, tschechischer Eishockeyspieler
- 24. Dezember: Yıldıray Baştürk, türkischer Fußballspieler
- 24. Dezember: Harald Planer, österreichischer Fußballspieler
- 24. Dezember: Christian Prokop, deutscher Handballspieler und -trainer
- 26. Dezember: Rebecca Rippon, australische Wasserballspielerin und -trainerin
- 27. Dezember: Sabine Ansel, deutsche Faustballerin
- 27. Dezember: Luca Ariatti, italienischer Fußballspieler
- 27. Dezember: Antje Buschschulte, deutsche Schwimmerin
- 28. Dezember: Frédéric Page, Schweizer Fußballspieler
- 29. Dezember: Neil Finn, englischer Fußballtorhüter
- 29. Dezember: Joelle Franzmann, deutsche Triathletin
- 29. Dezember: Victor Agali, nigerianischer Fußballspieler
- 29. Dezember: Cristian Raúl Ledesma, argentinischer Fußballspieler
- 31. Dezember: Julia Barsukowa, russische Sportlerin der Rhythmischen Sportgymnastik und Olympiasiegerin

## Gestorben

### Januar
- 03. Januar: Charles Wennergren, schwedischer Tennisspieler (* 1889)
- 11. Januar: Anthony Conroy, US-amerikanischer Eishockeyspieler (* 1895)
- 13. Januar: Germain Derycke, belgischer Radrennfahrer (* 1929)
- 13. Januar: Severino Menardi, italienischer Skisportler (* 1910)
- 14. Januar: Harold Abrahams, britischer Leichtathlet (* 1899)
- 19. Januar: Marius Jaccard, Schweizer Eishockeyspieler (* 1898)
- 21. Januar: Olav Sundal, norwegischer Turner (* 1899)
- 22. Januar: Florence Sancroft, britische Schwimmerin (* 1902)
- 23. Januar: Václav Antoš, tschechoslowakischer Schwimmer (* 1905)
- 27. Januar: Alf Konningen, norwegischer Skirennläufer (* 1901)
- 28. Januar: Mario De Negri, italienischer Leichtathlet (* 1901)
- 28. Januar: Greta Johansson, schwedische Schwimmerin und Wasserspringerin (* 1895)

### Februar
- 04. Februar: Olle Åkerlund, schwedischer Segler (* 1911)
- 09. Februar: Hans Stuck, deutsch-österreichischer Automobilrennfahrer (* 1900)
- 12. Februar: Émile Arbogast, französischer Schwimmer (* 1901)
- 16. Februar: Edward Lindberg, US-amerikanischer Leichtathlet (* 1886)
- 17. Februar: Erik Charpentier, schwedischer Turner und Leichtathlet (* 1897)
- 19. Februar: Olaf Ditlev-Simonsen, norwegischer Segler, Fußball- und Bandyspieler sowie Sportfunktionär (* 1897)
- 21. Februar: Raoul Heide, norwegischer Degenfechter (* 1888)
- 22. Februar: Joachim Büchner, deutscher Leichtathlet (* 1905)
- 28. Februar: Sebastian Hering, deutscher Ringer (* 1910)

### März
- 02. März: Yrjö Korholin-Koski, finnischer Leichtathlet (* 1900)
- 05. März: Adolf Metzner, deutscher Leichtathlet (* 1910)
- 07. März: Norman Anderson, US-amerikanischer Leichtathlet (* 1902)
- 08. März: Adolf van der Voort van Zijp, niederländischer Vielseitigkeitsreiter (* 1892)
- 12. März: Semp Russ, US-amerikanischer Tennisspieler (* 1878)
- 14. März: Anton Kuys, niederländischer Radrennfahrer (* 1903)
- 15. März: Jacques Forestier, französischer Sportler (* 1890)
- 15. März: Marguerite Radideau, französische Leichtathletin (* 1907)
- 18. März: Willy Falck Hansen, dänischer Radrennfahrer (* 1906)
- 20. März: Jacques Brugnon, französischer Tennisspieler (* 1895)
- 21. März: Émile Bulteel, französischer Wasserballspieler (* 1906)
- 23. März: Aarne Tammisto, finnischer Leichtathlet (* 1915)
- 25. März: Paul Hammer, luxemburgischer Sprinter und Weitspringer (* 1900)
- 27. März: Sverre Farstad, norwegischer Eisschnellläufer (* 1920)
- 30. März: Karel Hromádka, tschechoslowakischer Eishockeyspieler (* 1905)
- 31. März: Imre Rajczy, ungarischer Fechter (* 1911)
- 000März: Hack Simpson, kanadischer Eishockeyspieler (* 1909)

### April
- 01. April: Olaf Nygaard, norwegischer Radrennfahrer und Radsportfunktionär (* 1894)
- 02. April: Willi Kaidel, deutscher Ruderer (* 1912)
- 20. April: Károly Kővári, ungarischer Skisportler (* 1912)
- 25. April: Arne Rustadstuen, norwegischer Skilangläufer und Nordischer Kombinierer (* 1905)
- 28. April: Evan Klamer, dänischer Radrennfahrer (* 1923)
- 28. April: Philip Neame, britischer Sportschütze (* 1888)

### Mai
- 02. Mai: Matti Lähde, finnischer Skilangläufer (* 1911)
- 04. Mai: Margret Mund, deutsche Wasserspringerin (* 1909)
- 06. Mai: Ethelda Bleibtrey, US-amerikanische Schwimmerin (* 1902)
- 08. Mai: Juan Evaristo, argentinischer Fußballspieler (* 1902)
- 13. Mai: Stanislav Rajdl, tschechoslowakischer Boxer und Ringrichter (* 1911)
- 15. Mai: Joie Ray, US-amerikanischer Leichtathlet (* 1894)
- 16. Mai: Alfred Jensen, dänischer Turner (* 1891)
- 18. Mai: Giuseppe Lippi, italienischer Leichtathlet (* 1904)
- 20. Mai: Dick Been, niederländischer Fußballspieler (* 1914)
- 23. Mai: Birger Sörvik, schwedischer Turner (* 1879)
- 25. Mai: Hugo Helsten, dänischer Turner (* 1894)
- 28. Mai: Ernest Cadine, französischer Gewichtheber (* 1893)
- 30. Mai: Gotthard Handrick, deutscher Moderner Fünfkämpfer (* 1908)

### Juni
- 02. Juni: Lini Söhnchen, deutsche Wasserspringerin (* 1897)
- 02. Juni: Aldo Trivella, italienischer Skispringer (* 1921)
- 03. Juni: Jack Keller, US-amerikanischer Leichtathlet (* 1911)
- 03. Juni: Hans Schöchlin, Schweizer Ruderer (* 1893)
- 06. Juni: Frits Eijken, niederländischer Ruderer (* 1893)
- 07. Juni: Winfred Rolker, US-amerikanischer Leichtathlet (* 1892)
- 08. Juni: Jean Proess, luxemburgischer Sprinter und Mittelstreckenläufer (* 1896)
- 09. Juni: Nikolaus von Rumänien, rumänischer Adeliger und Automobilrennfahrer (* 1903)
- 10. Juni: Ralph Berzsenyi, ungarischer Sportschütze (* 1909)
- 10. Juni: Väinö Muinonen, finnischer Leichtathlet (* 1898)
- 11. Juni: Jānis Daliņš, lettischer Leichtathlet (* 1904)
- 11. Juni: George Eyston, britischer Ingenieur, Rekord- und Automobilrennfahrer (* 1897)
- 18. Juni: Nils Backstrom, US-amerikanischer Skilangläufer (* 1901)
- 19. Juni: Lancelot Royle, britischer Leichtathlet (* 1898)
- 25. Juni: Bob Wyman, britischer Eishockeyspieler und Eisschnellläufer (* 1909)
- 28. Juni: Roman Sabiński, polnischer Eishockeyspieler (* 1908)

### Juli
- 14. Juli: Gaston Ragueneau, französischer Langstreckenläufer (* 1881)
- 15. Juli: Jenő Konrád, ungarischer Fußballspieler und -trainer (* 1894)
- 17. Juli: Hans Ertl, österreichischer Eishockeyspieler (* 1909)
- 18. Juli: Brian Lewis, 2. Baron Essendon, britischer Adeliger und Automobilrennfahrer (* 1903)
- 20. Juli: Henry Greer, US-amerikanischer Hockeyspieler (* 1899)
- 26. Juli: Wilfrid Tatham, britischer Leichtathlet (* 1898)
- 31. Juli: Ilmari Reinikka, finnischer Leichtathlet (* 1906)
- 31. Juli: Søren Thorborg, dänischer Turner (* 1889)

### August
- 06. August: Frank Shea, US-amerikanischer Leichtathlet (* 1894)
- 09. August: Lajos Keresztes, ungarischer Ringer und Ringertrainer (* 1900)
- 11. August: Mario Varglien, italienischer Fußballspieler und -trainer (* 1905)
- 12. August: John Williams, britischer Motorradrennfahrer (* 1946)
- 13. August: Léon Bessières, französischer Radrennfahrer (* 1902 od. 1905)
- 13. August: Emiel Thienpont, belgischer Schwimmer und Wasserballspieler (* 1904)
- 17. August: Ahmet Kireççi, türkischer Ringer (* 1914)
- 21. August: Ján Cífka, tschechoslowakischer Skisportler (* 1909)
- 23. August: Károly Levitzky, ungarischer Ruderer (* 1885)
- 31. August: Ángel Bossio, argentinischer Fußballtorhüter (* 1905)
- 31. August: Edwin Myers, US-amerikanischer Leichtathlet (* 1896)
- 000August: Hans Oldag, deutsch-US-amerikanischer Leichtathlet (* 1901)

### September
- 01. September: Charles Brommesson, schwedischer Fußballspieler (* 1903)
- 06. September: Ketil Askildt, norwegischer Leichtathlet (* 1900)
- 06. September: Max Décugis, französischer Tennisspieler (* 1882)
- 08. September: Ricardo Zamora, spanischer Fußballtorhüter und -trainer (* 1901)
- 16. September: Väinö Kajander, finnischer Ringer (* 1893)
- 18. September: John Crammond, britischer Skeletonsportler und Segler (* 1906)
- 19. September: Harry Lien, US-amerikanischer Skispringer (* 1896)
- 21. September: Petronella van Randwijk, niederländische Turnerin (* 1905)

### Oktober
- 01. Oktober: Charles Pacôme, französischer Ringer (* 1903)
- 02. Oktober: Carl-Olof Nylén, schwedischer Tennisspieler (* 1892)
- 05. Oktober: Harold Barron, US-amerikanischer Leichtathlet (* 1894)
- 06. Oktober: Raoul Weckbecker, luxemburgischer Bobsportler und Skirennläufer (* 1898)
- 10. Oktober: Ralph Metcalfe, US-amerikanischer Leichtathlet (* 1910)
- 13. Oktober: Władysław Ponurski, polnischer Leichtathlet (* 1891)
- 14. Oktober: Rolf Stenersen, norwegischer Leichtathlet (* 1899)
- 20. Oktober: Cesare Chiogna, Schweizer Skispringer und Nordischer Kombinierer (* 1910)
- 27. Oktober: Robert Giertsen, norwegischer Segler (* 1894)
- 29. Oktober: Eugen Mack, Schweizer Turner (* 1907)
- 30. Oktober: Wilhelm Sebastian, deutscher Automobilrennfahrer und Rennmechaniker (* 1903)
- 31. Oktober: Gustav Kinn, schwedischer Leichtathlet (* 1895)

### November
- 09. November: Karl-Erik Svensson, schwedischer Turner (* 1891)
- 13. November: Rudolf Körner, deutscher Turner (* 1892)
- 17. November: Sait Altınordu, türkischer Fußballspieler (* 1912)
- 18. November: Pablo Dorado, uruguayischer Fußballspieler (* 1908)
- 18. November: Jiří Skobla, tschechoslowakischer Kugelstoßer (* 1930)
- 20. November: Olga Orgonista, ungarische Eiskunstläuferin (* 1901)
- 21. November: Claude Brugerolles, französischer Radrennfahrer (* 1931)
- 21. November: Hermann Hänggi, Schweizer Turner (* 1894)
- 25. November: Fritz Feierabend, Schweizer Bobfahrer (* 1908)
- 27. November: Roberto Larraz, argentinischer Fechter (* 1898)
- 000November: Clarke Beard, US-amerikanischer Mittelstreckenläufer (* 1884)

### Dezember
- 01. Dezember: Herbert Olofsson, schwedischer Ringer (* 1910)
- 02. Dezember: Edward Pitblado, britischer Eishockeyspieler (* 1896)
- 04. Dezember: Rudolf Svensson, schwedischer Ringer (* 1899)
- 05. Dezember: Hazel Hotchkiss Wightman, US-amerikanische Tennis-, Tischtennis-, Badminton- und Squashspielerin (* 1896)
- 15. Dezember: Orhan Suda, türkischer Radrennfahrer (* 1916)
- 19. Dezember: Moss Christie, australischer Schwimmer (* 1901)
- 20. Dezember: Mathias Erang, luxemburgischer Kunstturner (* 1902)
- 20. Dezember: Robin Reed, US-amerikanischer Ringer (* 1899)
- 20. Dezember: Zdzisław Styczeń, polnischer Fußballspieler (* 1894)
- 21. Dezember: Hans Walla, österreichischer Gewichtheber (* 1909)
- 25. Dezember: Raymond Braine, belgischer Fußballspieler (* 1907)
- 25. Dezember: Yamada Ginzō, japanischer Skilangläufer (* 1915)
- 30. Dezember: Johannes Herbert, deutscher Ringer (* 1912)

### Datum unbekannt
- Eugen Büchel, liechtensteinischer Bobfahrer (* 1916)
- Florimond Cornellie, belgischer Segler (* 1894)
- Karl Hofmann, deutscher Motorradrennfahrer (* 1927)